# Église Saint-Denis de Sérifontaine
L'église Saint-Denis est une église catholique paroissiale située à Sérifontaine, dans le département de l'Oise, en France. Sa nef unique est une construction à l'économique de la période romane, et les seuls éléments dignes d'intérêt sont la dernière fenêtre proprement romane en haut du portail occidental, qui, lui, est de style classique, et le portail latéral sud, qui affiche le style baroque. La nef pourrait remonter au XIe siècle, mais la fenêtre n'est pas antérieure au second quart du XIIe siècle. Au sud, la chapelle qui devait initialement servir de base de clocher date de la fin de ce siècle ou du début du siècle suivant, et est de style gothique primitif. L'on ignore si le clocher proprement dit a jamais existé. La chapelle ne communique aujourd'hui plus avec les autres parties de l'église. Le chœur représente la partie la plus remarquable de l'église, et son chevet du début du XVIe siècle est agrémenté d'un abondant décor gothique flamboyant. À l'intérieur, l'on constate toutefois que le chœur manque d'homogénéité, car la première travée est de style Renaissance et n'a pas été achevée, et les élévations nord et sud sont différentes. Au sud, deux chapelles ont été construites en même temps que le chevet, et laissent libre la grande baie méridionale de la troisième travée du vaisseau central. Au nord, un collatéral de trois travées n'a été ajouté que pendant la seconde moitié ou à la fin du XVIe siècle, et se singularise par une subdivision longitudinale par trois arcs-doubleaux. On y trouve un ancien enfeu. Les différentes irrégularités du vaisseau central sont compensées par le bel effet des hautes baies de l'abside et leur remplage flamboyant, ainsi que par les voûtes en étoile d'un dessin particulier : les liernes et tiercerons s'y substituent entièrement aux ogives, et les clés de voûte pendantes sont peintes. L'église Saint-Denis a été classée monument historique par arrêté du 24 mai 1928.

## Localisation

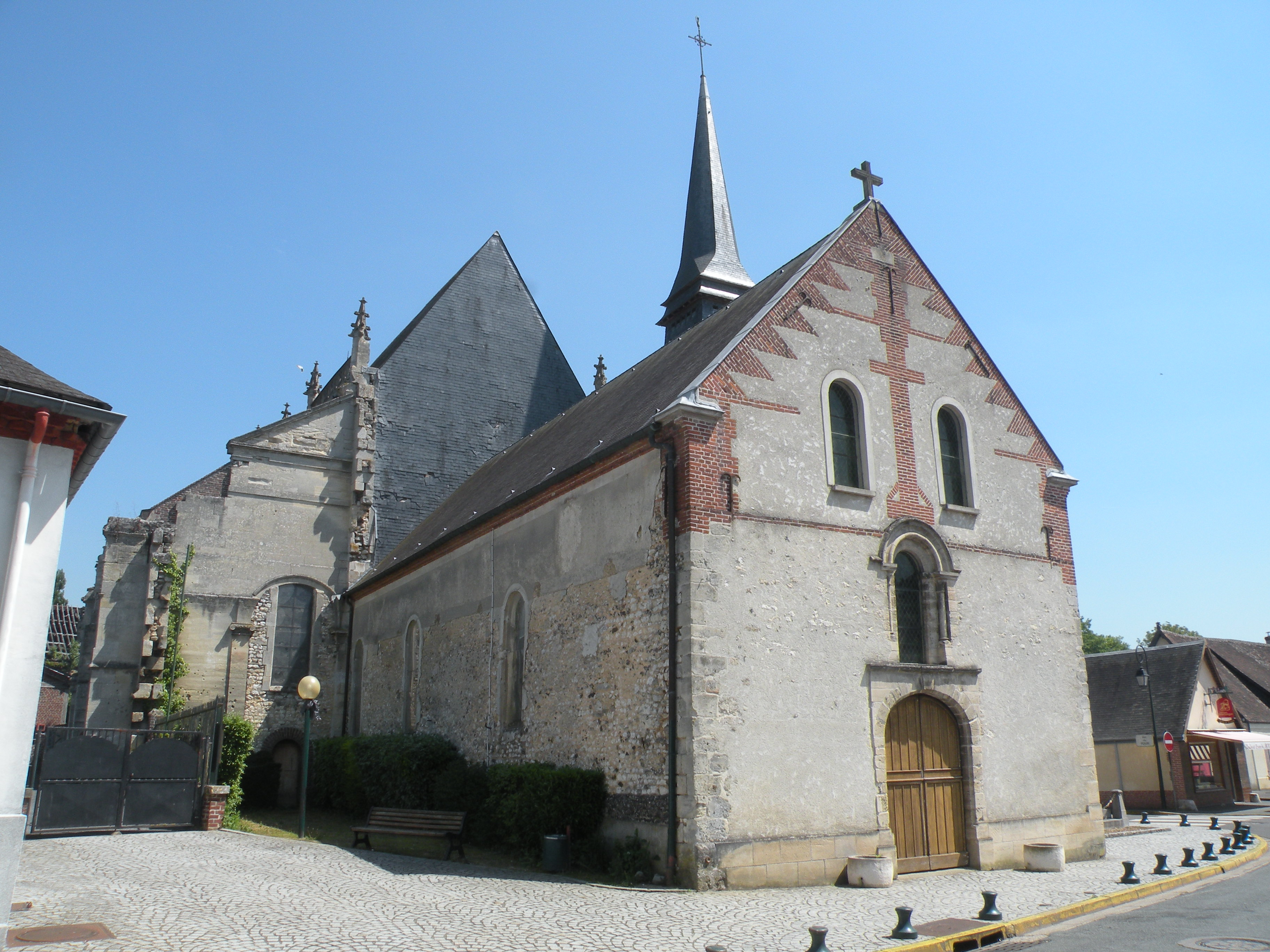
Vue depuis le nord-ouest.

L'église Saint-Denis est située en France, en région Hauts-de-France et dans le département de l'Oise, dans le Vexin français, sur la commune de Sérifontaine, au centre du bourg ancien, rue Jean-Boyer (RD 102). La façade occidentale donne sur la rue, face à l'embouchure de la rue du Moulin. Depuis cette rue, l'on peut bénéficier d'une vue sur la façade en prenant du recul. Un peu plus au sud, la rue du Four se débranche de la route départementale et longe l'élévation méridionale de l'église. Il n'y a pas de parvis devant la façade, mais au sud de la nef, se trouve une petite place délimitée par les deux rues, comportant en son centre le monument aux morts de la commune. En revanche, la base du clocher et le chœur donnent directement sur la rue du Four, et l'on ne peut prendre le recul nécessaire pour apprécier leur architecture. Le chevet est en revanche bien visible depuis l'est, grâce à l'infléchissement de la rue vers le nord et la courte voie d'accès d'une propriété privée, qui tient l'ancienne ferme voisine à distance. En ce qui concerne l'élévation septentrionale, la nef est visible depuis la voie d'accès de la cour de l'école, ainsi que le mur occidental du collatéral nord, mais le chœur se dérobe à la vue car donnant directement sur la cour de récréation.

## Historique

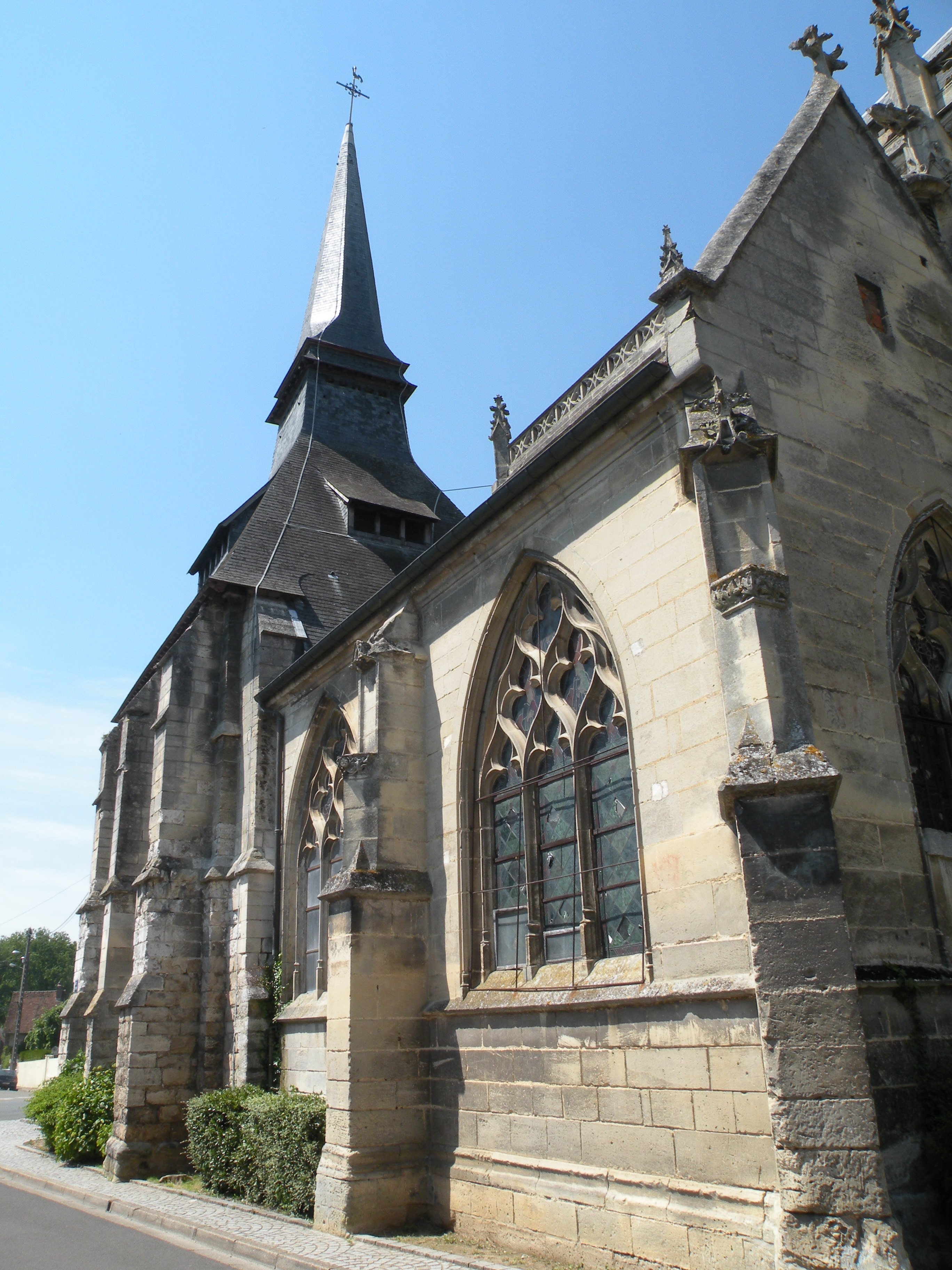
Chapelles sud et base du clocher, vue depuis le sud-est.

Consacrée à saint Denis, patron du Vexin et protecteur des Capétiens, l'église de Sérifontaine, plusieurs fois remaniée, relève de plusieurs époques. La nef est romane et a été édifiée vers la fin du XIe siècle. Le pignon a été en partie reconstruit au XVIe siècle, et à cette occasion, la petite porte du mur sud, par laquelle on entre aujourd’hui, fut enchâssée dans un décor Renaissance.
La base du clocher a été bâtie vers la fin du XIIe siècle ou au début du XIIIe siècle, ensuite coiffée d'une flèche en ardoise. L'importance des contreforts suggère cependant qu'ils étaient destinés à supporter un clocher plus important.
Le chœur primitif a brûlé en 1422 pendant l'occupation anglaise. On ne sait pas s'il était contemporain de la nef, ou s’il était postérieur, et construit en premier style gothique comme c'était presque partout le cas dans la région. La construction du chœur actuel est très postérieure : elle a pu commencer au début du XVIe siècle et s’étaler sur tout le siècle voire au-delà.
Du XVIe siècle date également la verrière du chœur. Par la suite, l’église fut particulièrement remaniée entre 1650 et 1671, date inscrite sur un mur comme celle de sa réparation. L’autel a été érigé en vertu d’une décision du conseil de fabrique (c’est l’ancêtre des associations cultuelles ou diocésaines) du 25 juin 1769, sans doute avec l’aide du comte de Bourdeilles alors seigneur par sa femme de Sérifontaine.
L'on peut remarquer de nombreuses ressemblances avec l'église Saint-Germain de Fresneaux-Montchevreuil, située à 20 km de distance, qui suit un plan très similaire et a connu des modifications comparables aux mêmes époques, avec comme seule différence l'absence du style gothique primitif à Fresneaux-Montchevreuil. L'édifice est classé au titre des monuments historiques par arrêté du 24 mai 1928. Depuis 1989, la commune n'a plus de curé résident. Elle fait partie de la paroisse du Vexin Nord. Les messes ne sont donc plus célébrées qu'occasionnellement.

## Description

### Aperçu général
L'édifice, tout en longueur, se compose d'une nef-grange non voûtée ; d'une base de clocher devant sa façade méridionale, près du chœur ; d'un chœur de trois travées barlongues et d'une abside comportant une courte partie droite et un chevet à pans coupés ; d'un collatéral nord du chœur ; et de deux chapelles latérales au sud de sa première et de sa seconde travée. Dans son ensemble, le chœur est nettement plus long que la nef. Le chœur est voûté sur croisées d'ogives à partir de la seconde travée, avec des liernes et tiercerons comme seules nervures. Dans l'abside, la partie droite et le chevet sont voûtées séparément, mais les clés de voûte voûtes sont reliées par une lierne. Les trois travées du collatéral sont recouvertes chacune par deux étroites voûtes barlongues ordinaires. Les chapelles sont également recouvertes de voûtes ordinaires sur plan carré. Du clocher ne subsiste plus que sa base, dont l'arcade vers la nef est fermée par un mur, mais une petite flèche en charpente a toutefois été construite au-dessus.

### Nef

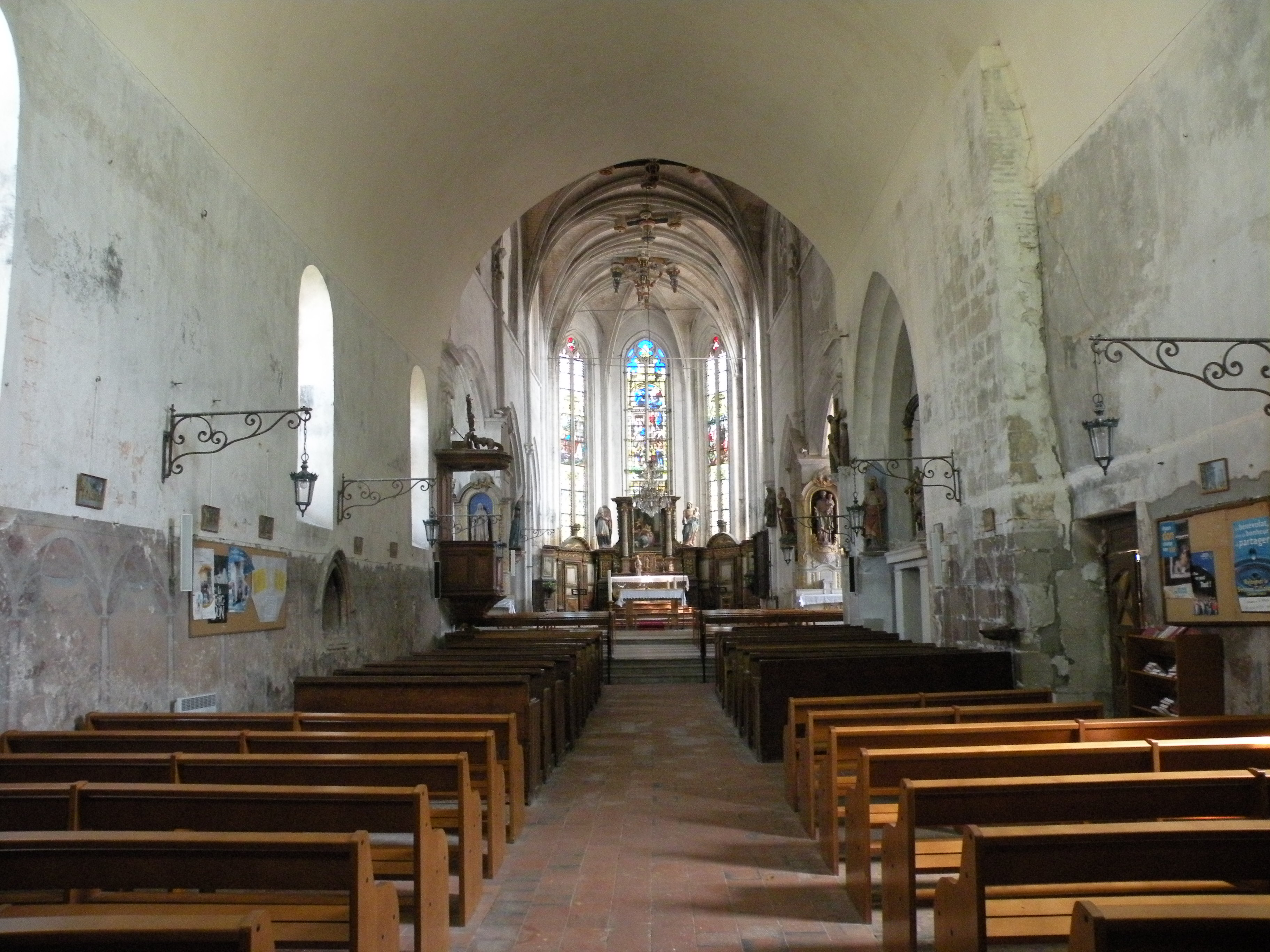
Nef, vue vers l'est.

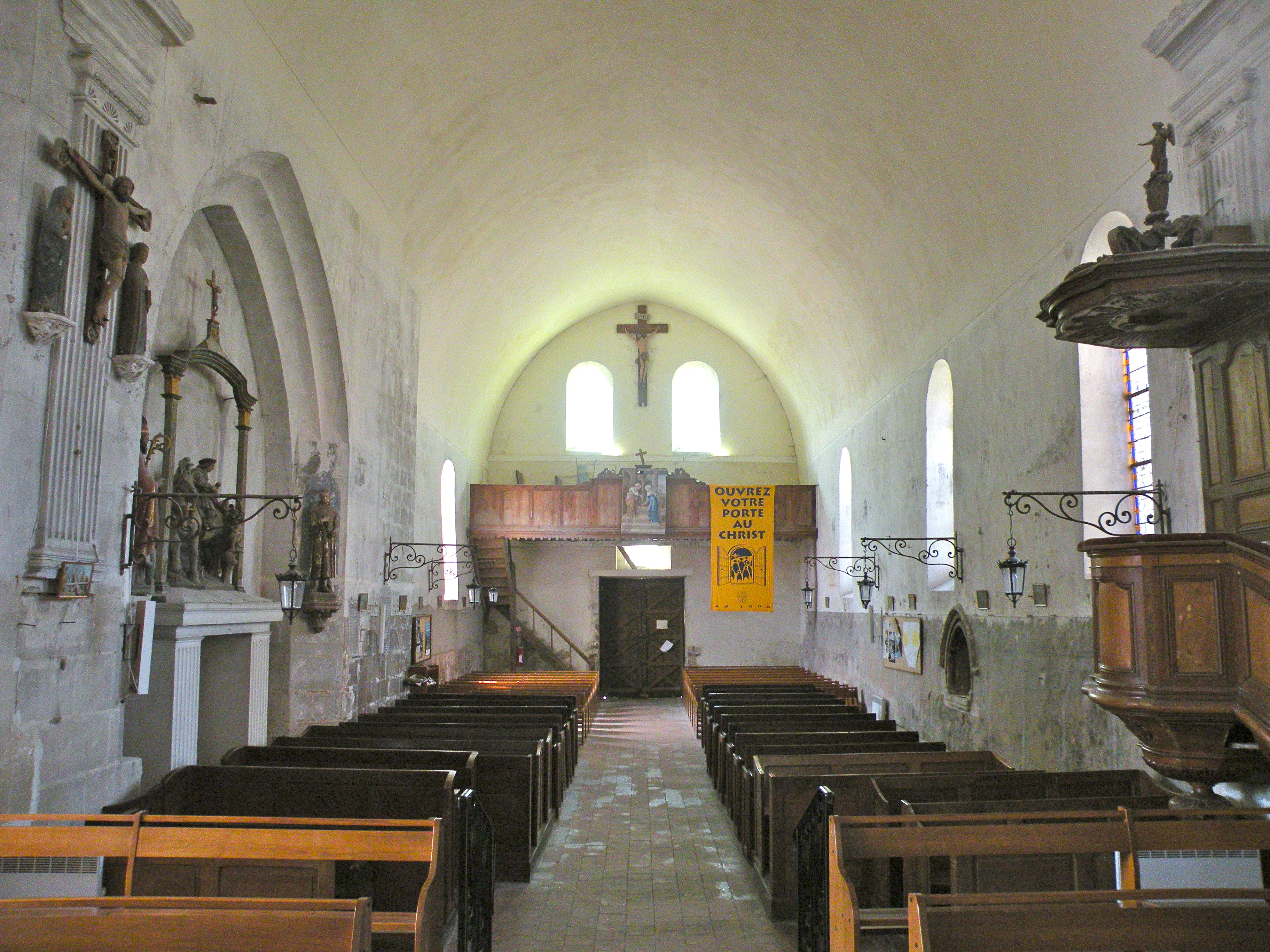
Nef, vue vers l'ouest.

La nef s'apparente à une simple grange, bâtie en silex et recouverte de crépi, dépourvue de contreforts. À l'origine, le décor faisait entièrement défaut. Un portail de style classique a été plaqué devant la façade occidentale. Au-dessus, subsiste la dernière fenêtre romane de l'église, qui est en plein cintre et assez grande. Bien que partiellement bouchée, elle reste particulièrement remarquable. Cantonnée de deux colonnettes aux chapiteaux sculptés de feuilles d'eau, elle est surmontée d'une archivolte moulurée d'un tore et d'une gorge. Cette décoration et les dimensions de la fenêtre ne permettent pas de la faire remonter avant le second quart du XIIe siècle. Des fenêtres semblables se trouvent dans la tour Saint-Rieul de Louvres, la base de clocher de Nesles-la-Vallée (vers 1130 / 1140), de la baie occidentale de Haravilliers (après 1140) et de l'église Saint-Justin, ou de la première fenêtre haute au nord de la nef de Saint-Clair-sur-Epte (après 1150). — Au-dessus, s'ouvrent deux fenêtres modernes, également en plein cintre mais sans décoration. Le pignon a été reconstruit au XVIe siècle, avec emploi de silex également, ainsi qu'avec des briques utilisées comme parement. Les fenêtres éclairant la nef latéralement sont sans caractère et issues de remaniements modernes. L'on en compte trois au nord, mais une seule au sud. Cette disproportion vient en partie de la présence de la base du clocher au sud de la nef, près du chœur. Dans l'angle avec le clocher, un petit portail en anse de panier affiche le style baroque : il est surmonté d'une niche à statue couronnée d'un fronton en hémicycle, et flanqué de deux ailerons.
À l'intérieur, la nef est recouverte d'une fausse voûte en berceau de bois et plâtre légèrement brisé, et la décoration fait entièrement défaut. La disproportion de la nef avec le chœur est flagrante, tant sur le plan de la hauteur que sur le plan de la longueur. Comme pour d'autres églises dans le même cas, ce constat est généralement expliqué par la répartition des frais de construction et des charges d'entretien entre les gros décimateurs pour les parties orientales, et les paroissiens pour la nef, et, le cas échéant, pour le clocher. Souvent les paroissiens ne parvenait pas à réunir les fonds nécessaires pour édifier une nef d'une allure plus représentative. Des pierres de réserve dans le mur occidental du collatéral nord du chœur et l'ébauche d'une arcade dans ce même mur témoignent d'un projet de remplacement de la nef romane au XVIe siècle. Il reste à signaler l'arcade bouchée vers la base du clocher, qui est en arc brisée et moulurée de deux larges gorges. Devant le mur, l'on trouve ce qui évoque une ancienne cheminée, et qui sert de support à une Charité de Saint-Martin.

### Base du clocher

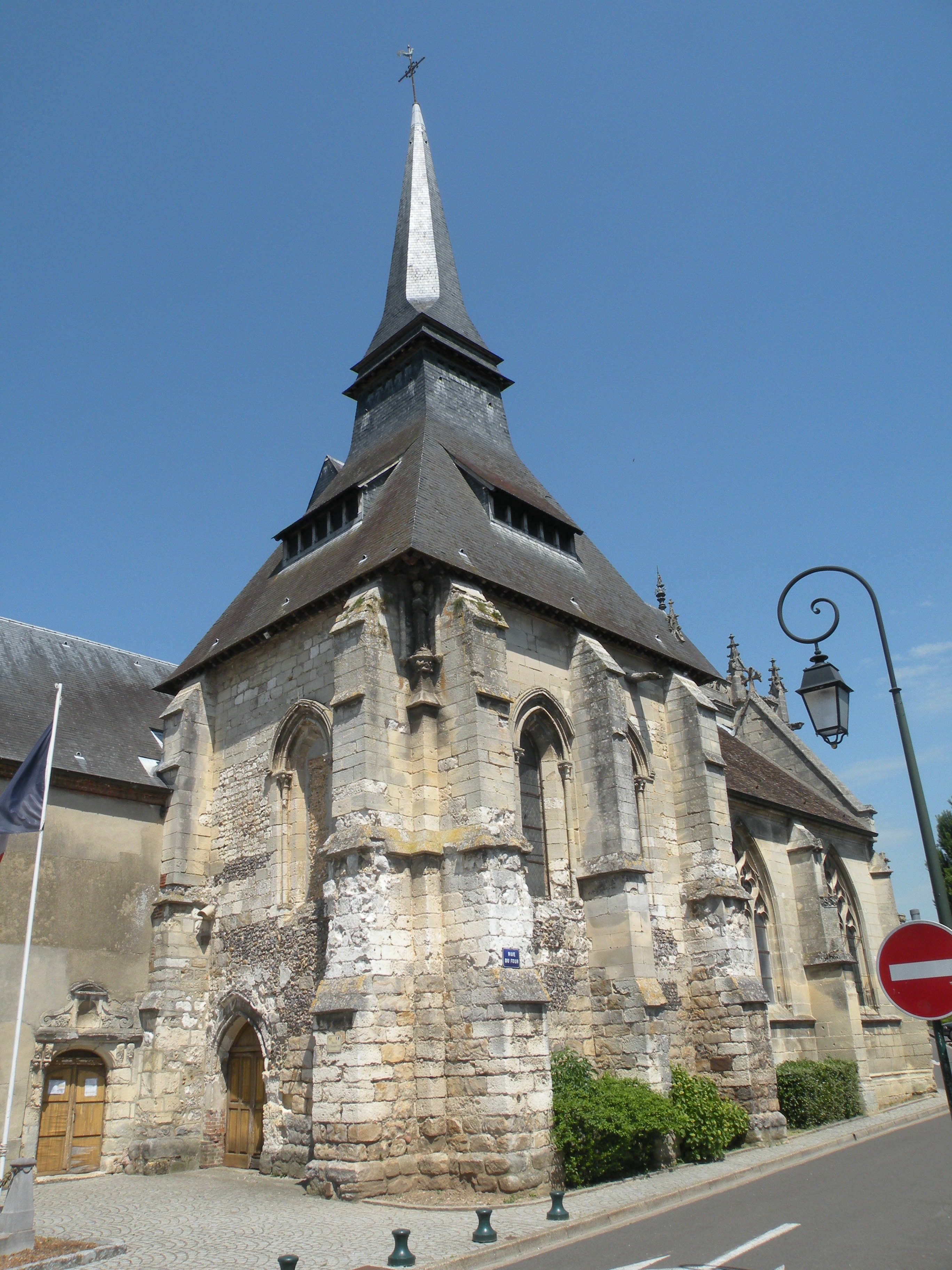
Base du clocher.

Aucun témoignage écrit ou iconographique du clocher de l'église Saint-Denis n'existe. L'on conclut seulement à l'existence d'un clocher à une période indéterminée, ou à un projet d'édification d'un clocher non abouti, par les caractéristiques de la chapelle à l'angle entre la nef et les chapelles au sud du chœur. En effet, cette chapelle est épaulée par des contreforts à ressauts très puissants, indiquant le style gothique primitif de la seconde moitié du XIIe siècle. Ces contreforts sont surdimensionnés pour une simple chapelle. La façade méridionale est divisée en deux segments par un tel contrefort, et percée de deux baies en tiers-point à lancette simple, cantonnées de colonnettes à chapiteaux servant de supports à une archivolte torique. L'absence de corniche et même de larmier en haut du mur indique que la construction est incomplète. À l'angle sud-ouest, les deux contreforts encadrent une statue très abîmée de saint Denis, flanquée de deux colonnettes tronquées, reposant sur un socle évoquant un chapiteau. La face occidentale de la base de la tour présente à droite une baie bouchée, et à gauche une ancienne porte en tiers-point datant de la période de construction. La chapelle ne communique plus avec le reste de l'église que par une porte depuis les chapelles sud du chœur. L'arcade en tiers-point la faisant communiquer avec la nef est bouchée, et une seconde arcade ouverte au XVIe siècle vers les chapelles l'est tout autant. La voûte d'ogives n'est pas d'origine : comme le montrent des faisceaux de colonnettes sans fonction et des chapiteaux décorés de bourgeons, il devait y avoir initialement quatre petites voûtes.

### Chœur

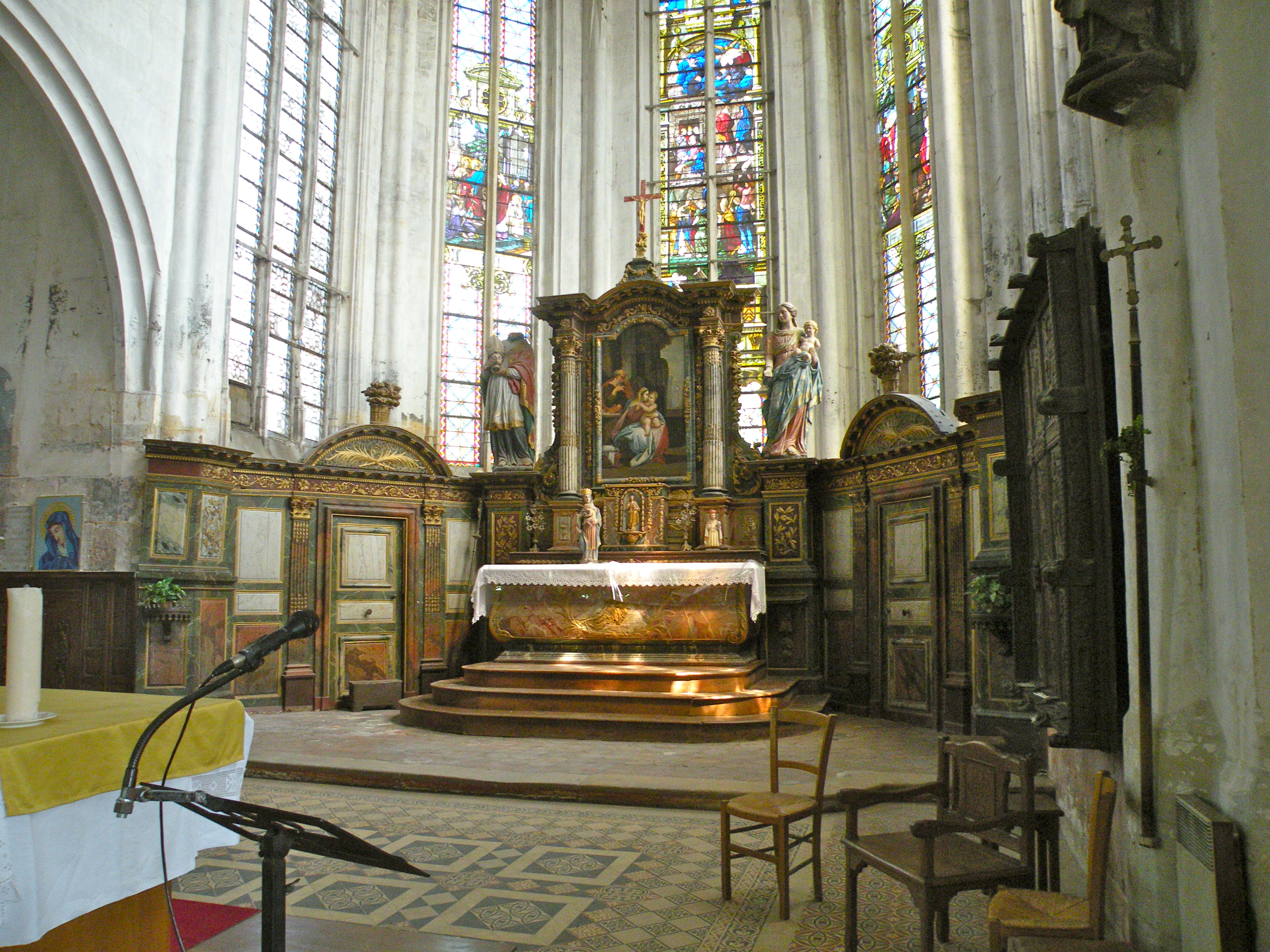
Le maître-autel et les boiseries de l'abside.

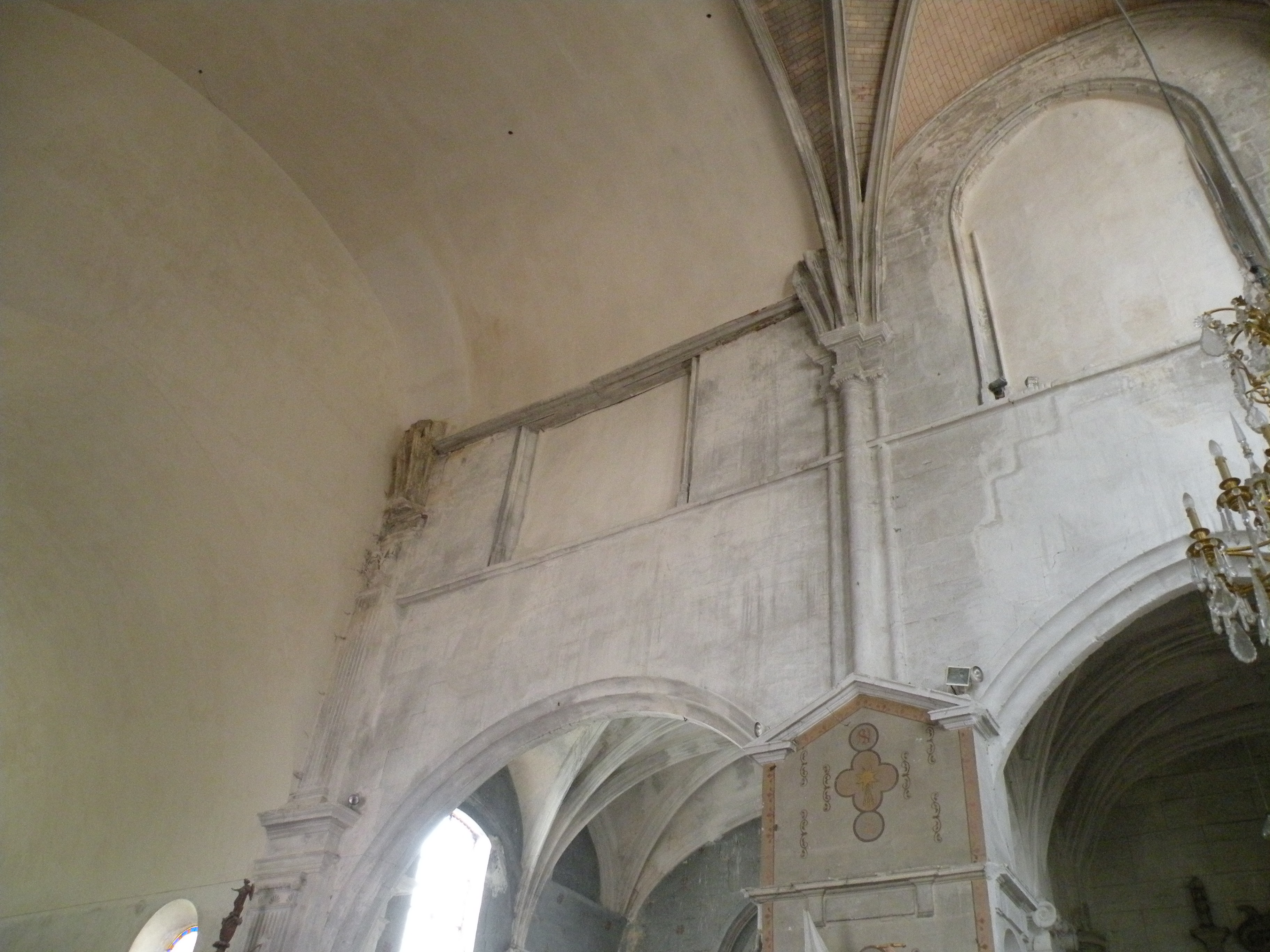
1re et 2e travée, parties hautes côté nord.

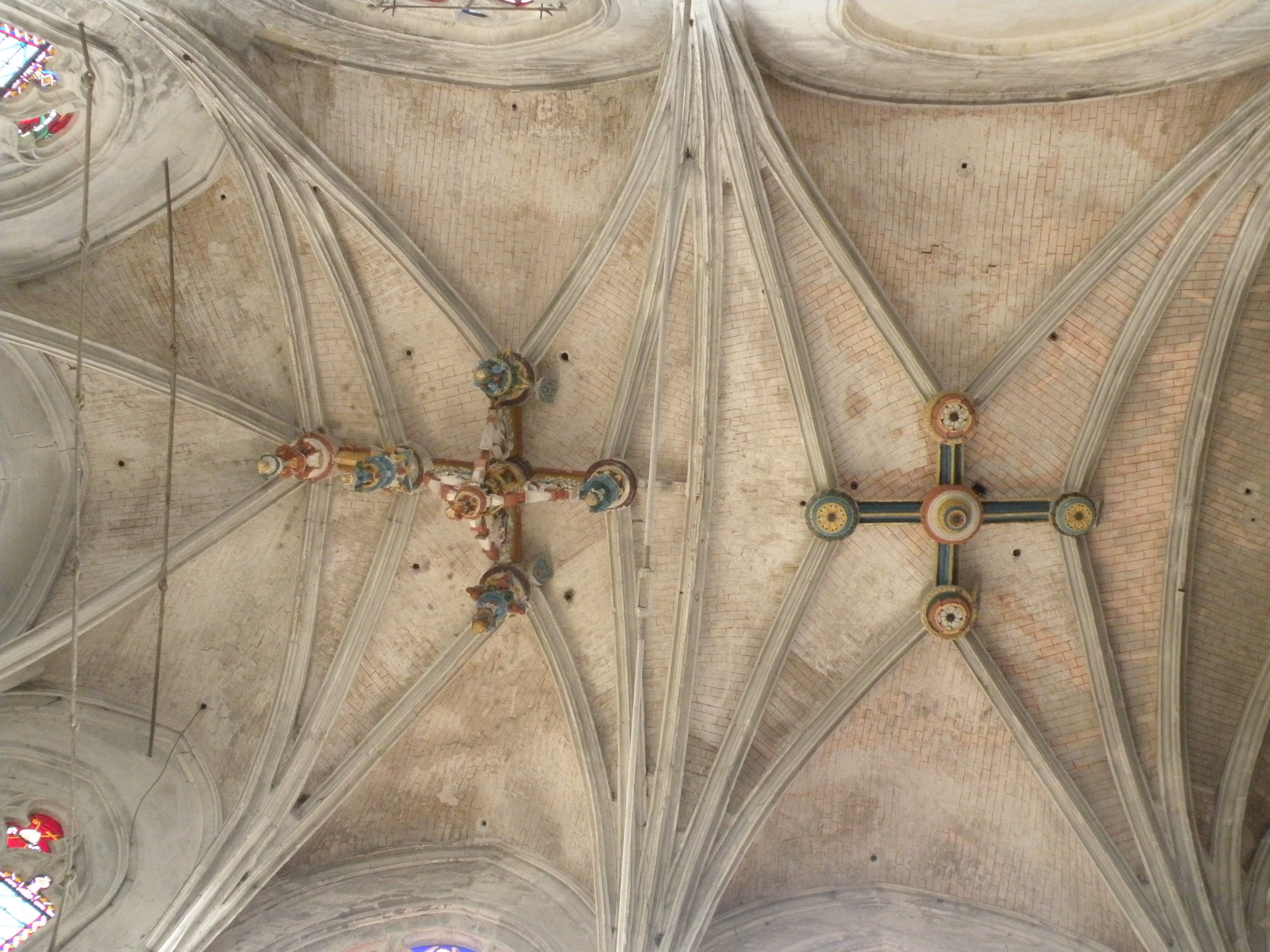
Voûtes de l'abside et de la 3e travée.

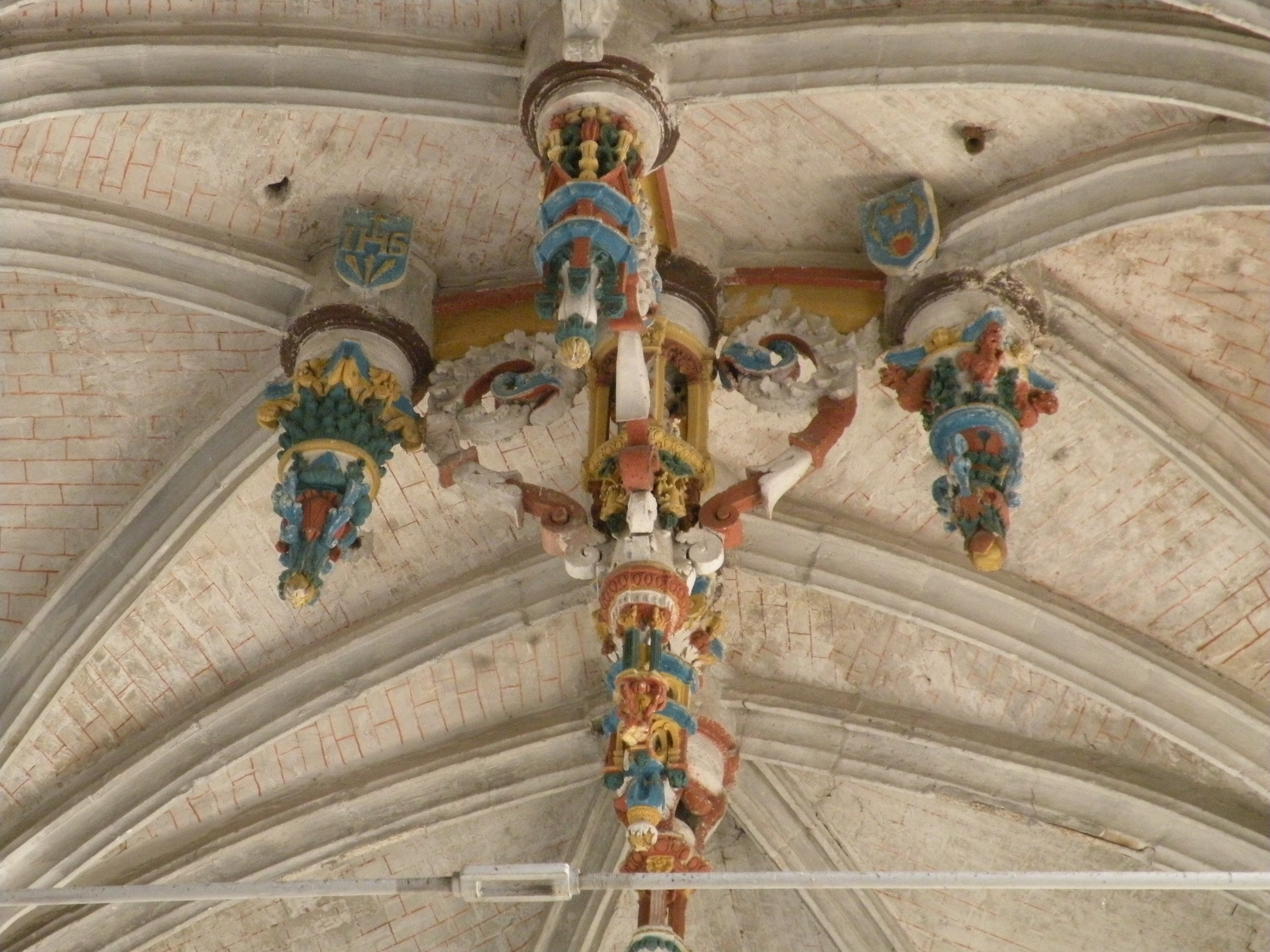
Vue rapprochée des clés de voûte.

La construction du chœur actuel est imputable à l'incendie ayant détruit son prédécesseur en 1422. L'on sait par une charte ancienne que l'église a été consacrée de nouveau en 1479, mais cette date ne peut correspondre à l'achèvement du chœur actuel ; il doit s'agir d'une réparation sommaire de l'ancien chœur. D'après l'analyse stylistique, les travaux pour le nouveau chœur auraient commencé pendant le premier quart du XVIe siècle dans le style gothique flamboyant, pour se terminer vers la fin du siècle seulement dans le style de la Renaissance, s'imposant de plus en plus dans la région peu avant le milieu du XVIe siècle. L'abside et la dernière travée du chœur se caractérisent par des contreforts scandés par deux niveaux de larmiers, puis par une retraite moyennant un chaperon, dont le gâble est pourvu d'un décor flamboyant, suggérant un petit clocheton. Puis la partie supérieure du contrefort présente deux pans obliques décorés de clochetons plaqués. Une gargouille fait saillie au-dessus, et l'ensemble est couronné d'un pinacle garni de crochets. Les murs se terminent par une frise de feuillages, et à la naissance du toit, une balustrade à jour relie les pinacles. Son motif sont des quadrilobes allongés, subdivisés par un meneau vertical. Il est intéressant d'observer que l'ordonnancement reste analogue pour la seconde et la première travée, et que seul le motif de la frise change pour s'adapter au goût de la Renaissance : Les feuillages cèdent la place à des oves, puis à des denticules. — Les deux chapelles du sud sont à peu près contemporaines des travées adjacentes du chœur et de style purement flamboyant, alors que le collatéral nord a été ajouté après l'achèvement du chœur et affiche le style de la Renaissance. Ce collatéral est couvert d'un toit en bâtière dans son axe, alors que les deux chapelles sont couvertes d'un toit en appentis s'appuyant contre le mur du chœur. Le pignon du côté du chevet ne reflète pas cette réalité.
Comme à l'accoutumée dans les églises flamboyantes du Vexin français, le chœur n'a pas été pourvu d'un triforium. L'élévation est différente au nord et au sud. Elle est à deux étages au niveau du collatéral nord et des deux chapelles du sud, avec l'étage des grandes arcades et l'ancien étage des fenêtres hautes, et à un seul étage au sud de la troisième travée, et dans l'abside. Ici les murs sont percés de très hautes baies en tiers-point, qui sont subdivisées en trois lancettes au nord et au sud, et de deux lancettes au chevet. Le style flamboyant règne sur ces fenêtres, sauf au niveau de la troisième travée. Les lancettes sont à têtes trilobées et surmontées d'un soufflet et de deux mouchettes, ainsi que de deux losanges pour les baies des parties droites de l'abside. Le remplage de la fenêtre de la troisième travée est placé sous l'influence de la Renaissance, et est constitué de trois formes en plein cintre surmontées de trois oculi. En ce qui concerne les fenêtres hautes au-dessus des grandes arcades, elles ont perdu leur remplage du côté nord, mais présentent un réseau flamboyant sur la base de trois lancettes au sud. Ce constat est un peu surprenant, car la progression du chantier s'étant opérée d'est en ouest, on imagine mal que l'on soit revenu vers le style flamboyant, alors que la fenêtre de la troisième travée est déjà de style Renaissance. Toutes les fenêtres hautes sont bouchées depuis de longue date, car des problèmes de stabilité sont survenus du fait de la hauteur importante des murs du chœur, alliée à une absence d'arcs-boutants. Initialement recouvertes par des basses toitures en pavillon, les chapelles ont été dotées de demi-pignons et de murs de refend remplissant le rôle d'arcs-boutants, et de petits arcs-boutants ont été appliqués contre le mur septentrional de la nef au-dessus du collatéral. Ces mesures ont entraîné inévitablement l'obturation des baies hautes.
La voûte de la première travée n'a pas été réalisée, mais des amorces de nervures prouvent qu'une voûte était bien prévue. Finalement, l'on a recouvert cette travée d'une fausse voûte en berceau, semblable à celle de la nef, mais plus élevée. Elle est cependant située à un niveau trop bas pour permettre le plein développement des fenêtres : seule leur partie inférieure reste visible depuis l'intérieur du chœur. À la limite entre la première travée et la nef, les supports sont de style Renaissance et mettent en scène une superposition de pilastres ionique et corinthiens, avec des chapiteaux surmontées d'une section d'entablement complet. À la limite entre la seconde et la première travée, des autels orientés sont placés devant les piliers, et vers le vaisseau central, ceux-ci ont reçu une décoration spécifique afin de fournir un cadre pompeux aux statues qui y sont accrochées. Au nord, les supports du premier ordre ont été supprimés au profit du fronton triangulaire, mais au sud, l'on aperçoit encore un groupe de chapiteaux flamboyants dont la sculpture n'a pas été exécutée. En effet, ce sont des piliers ondulés dans le goût flamboyant qui séparent la deuxième de la troisième travée. Leurs ondulations rappellent un faisceau d'une colonne et de deux colonnettes, et les chapiteaux du second ordre reflètent cette structuration. Ils sont toutefois ioniques, et donc de style Renaissance. Cette disposition est assez originale : non seulement les piliers ondulés ne sont habituellement pas associés à des chapiteaux Renaissance, mais en plus, la Renaissance privilégie des colonnes ou pilastres uniques avec des chapiteaux uniques.
À l'intersection entre la troisième et la seconde travée, ainsi qu'entre l'abside et la troisième travée, de telles particularités n'existent pas, et l'on trouve des piliers ondulés flamboyants sans chapiteaux, les nervures des voûtes étant pénétrantes. Les trois voûtes du chœur se singularisent par leur dessin « en étoile » assez exceptionnel. En effet, la croisée d'ogives fait défaut, et le sommet de la voûte est occupé par une croix formée par deux liernes qui se croisent. Elles sont reliées aux angles de la voûte par un total de huit tiercerons. Des clés de voûte pendantes sont disposées au centre et aux quatre points de convergence des nervures. Elles sont pourvues d'une polychromie architecturale, tout comme par ailleurs les liernes. Ce type de voûte flamboyante n'a son pareil dans le Vexin que dans les églises Notre-Dame de Magny-en-Vexin, Saint-Denis de Serans et Saint-Lucien de Loconville.

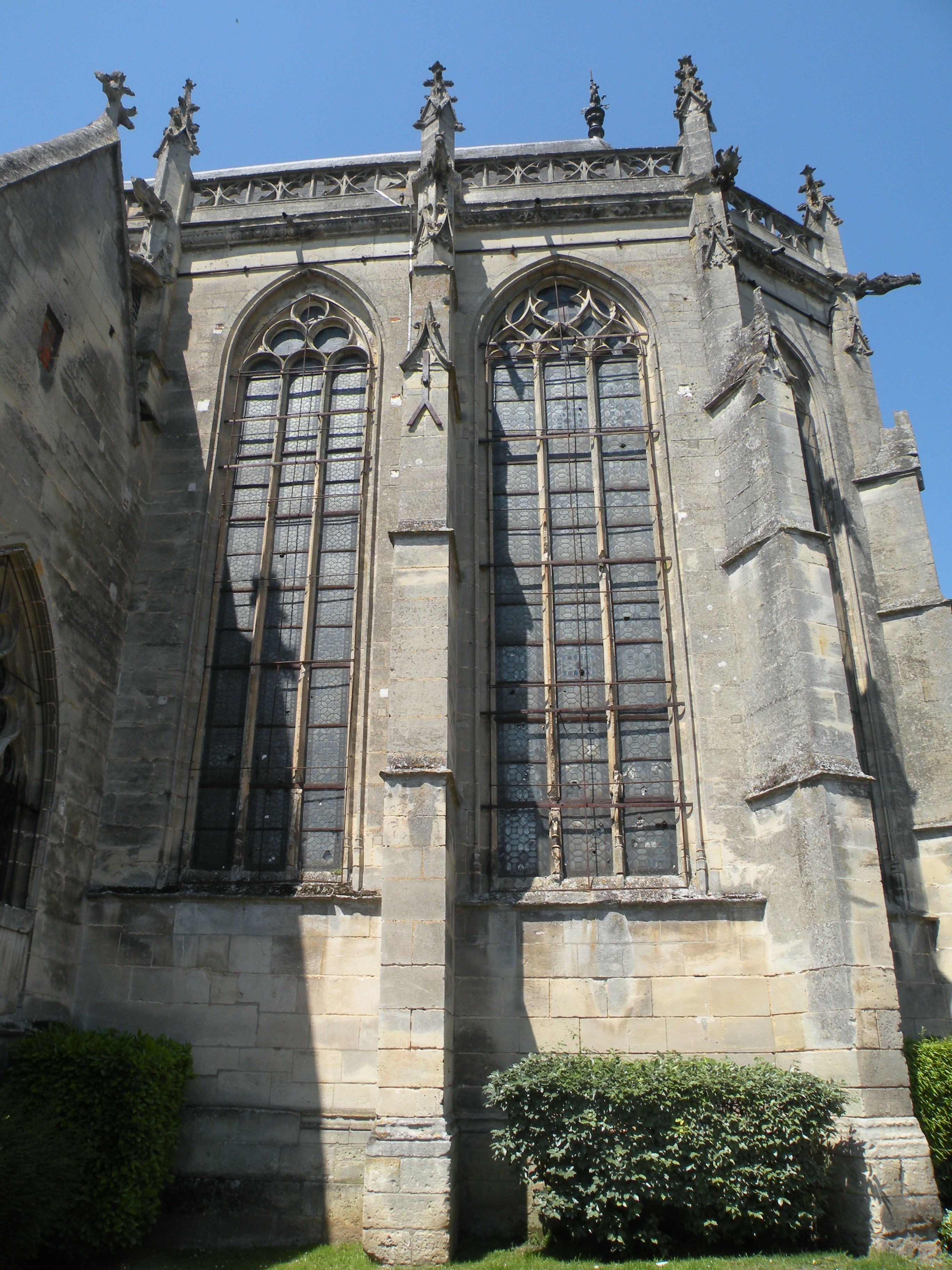
3e travée et abside, côté sud.
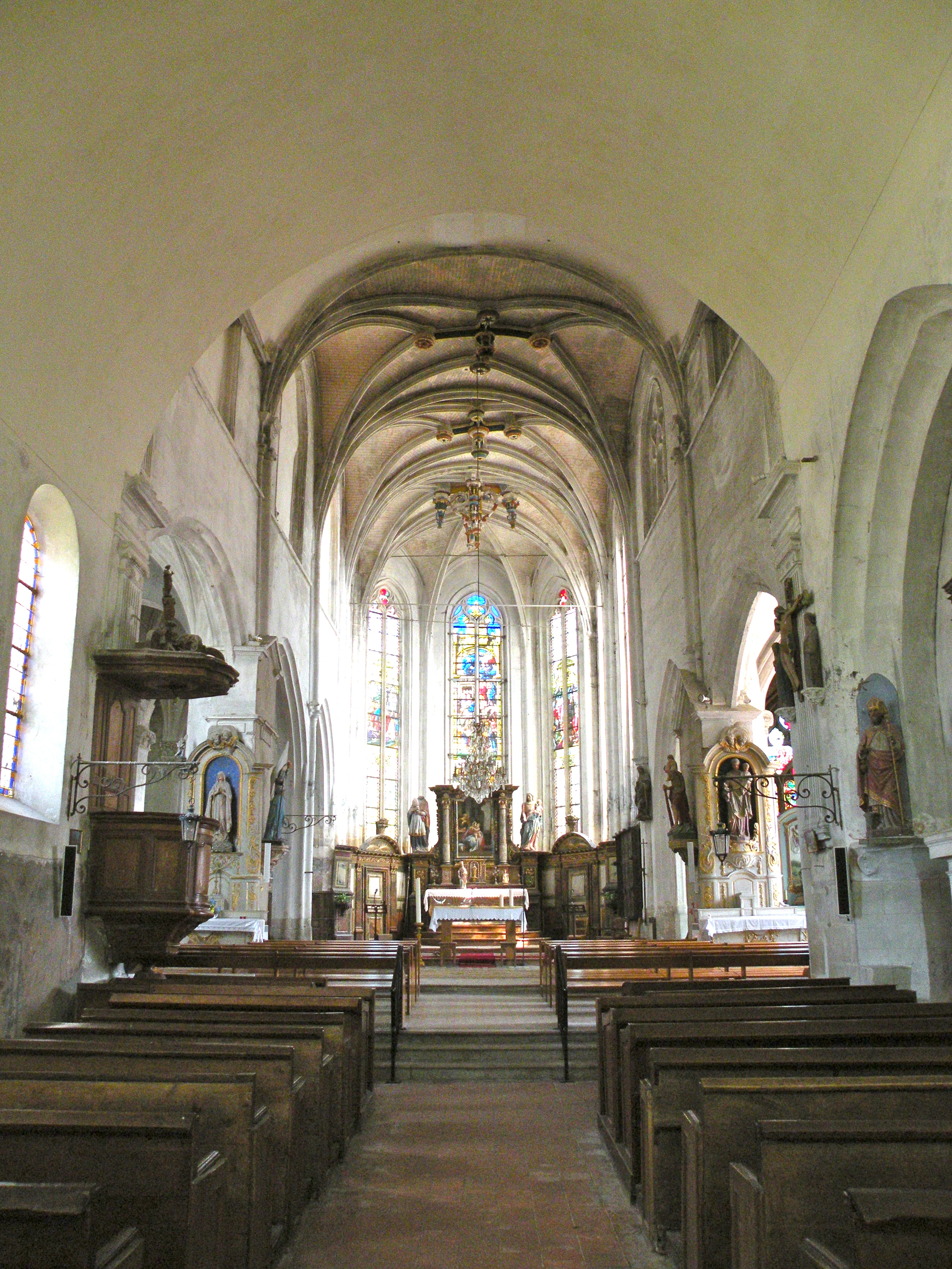
Nef, vue dans le chœur.
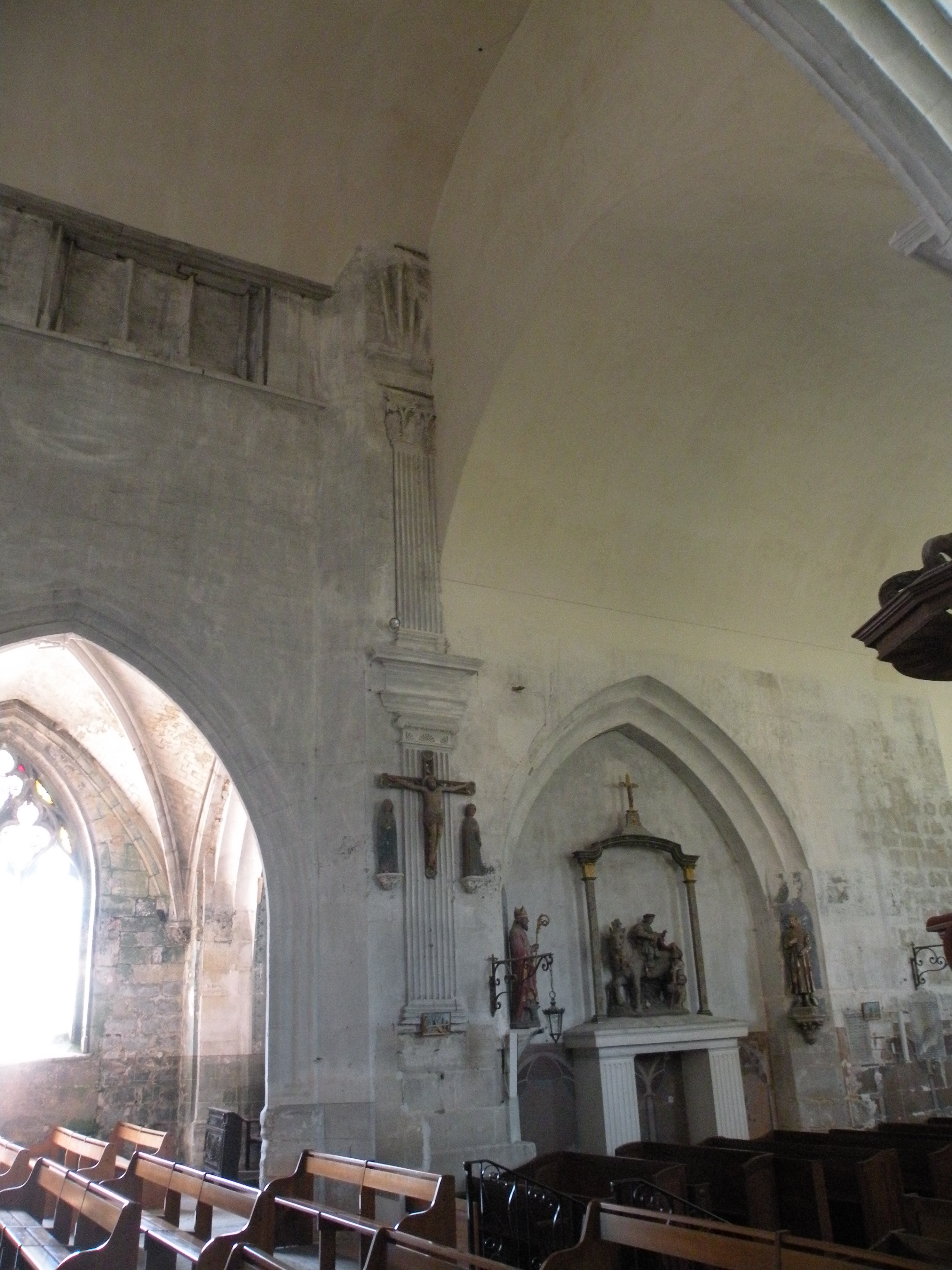
Limite entre chœur et nef, côté sud.
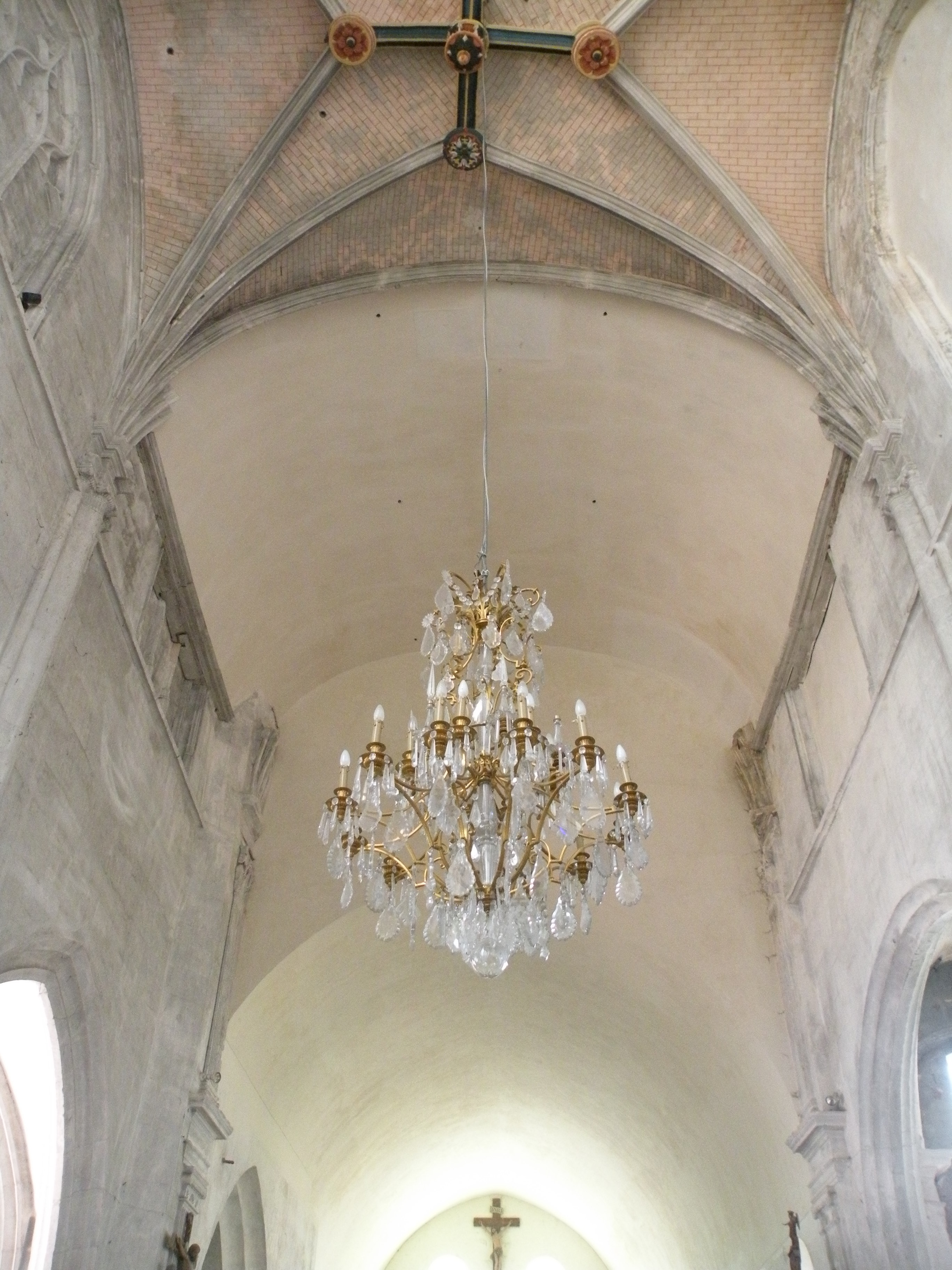
Parties hautes de la 1re travée, vue vers l'ouest.
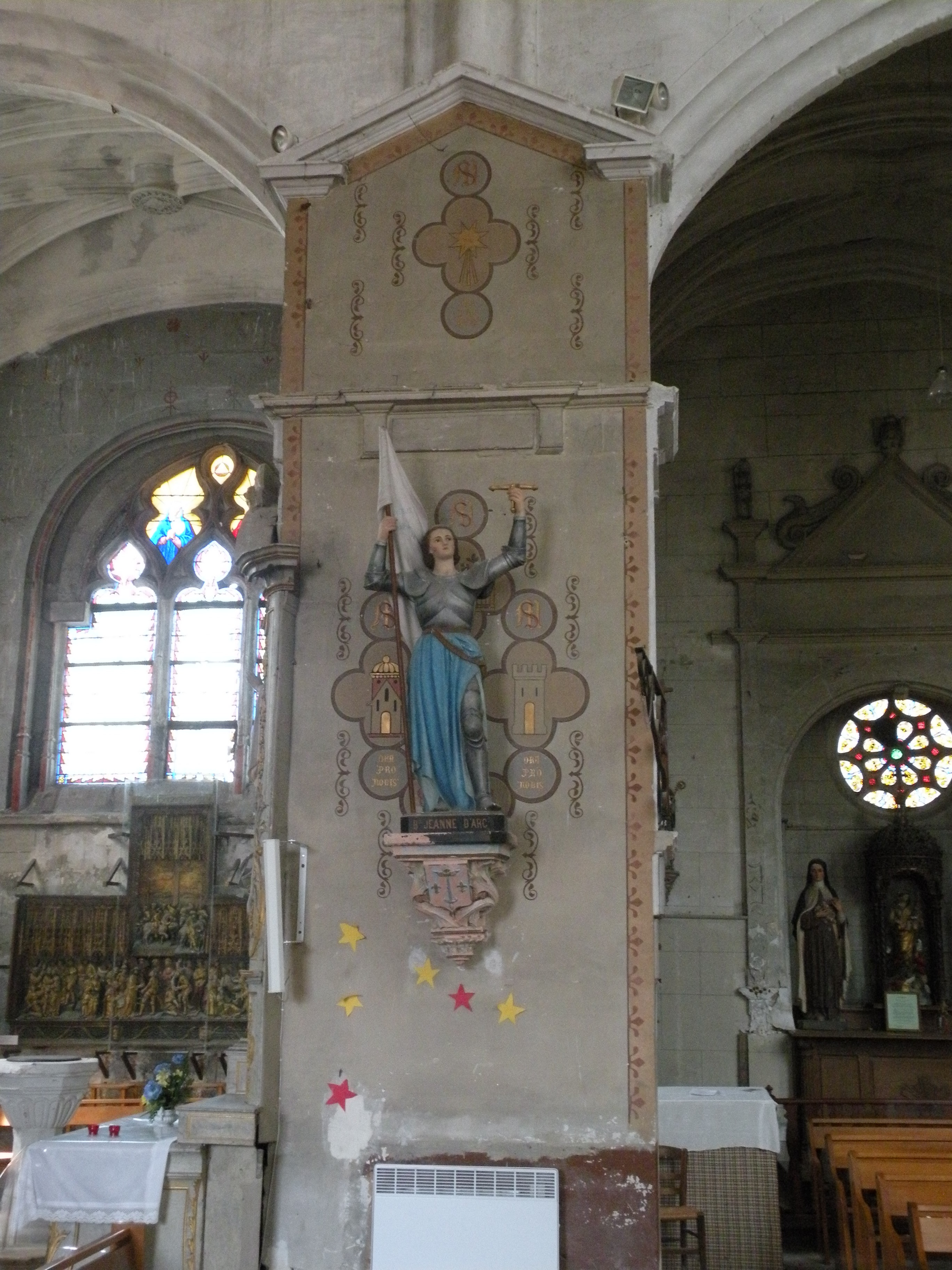
Décor du premier pilier intermédiaire du nord.
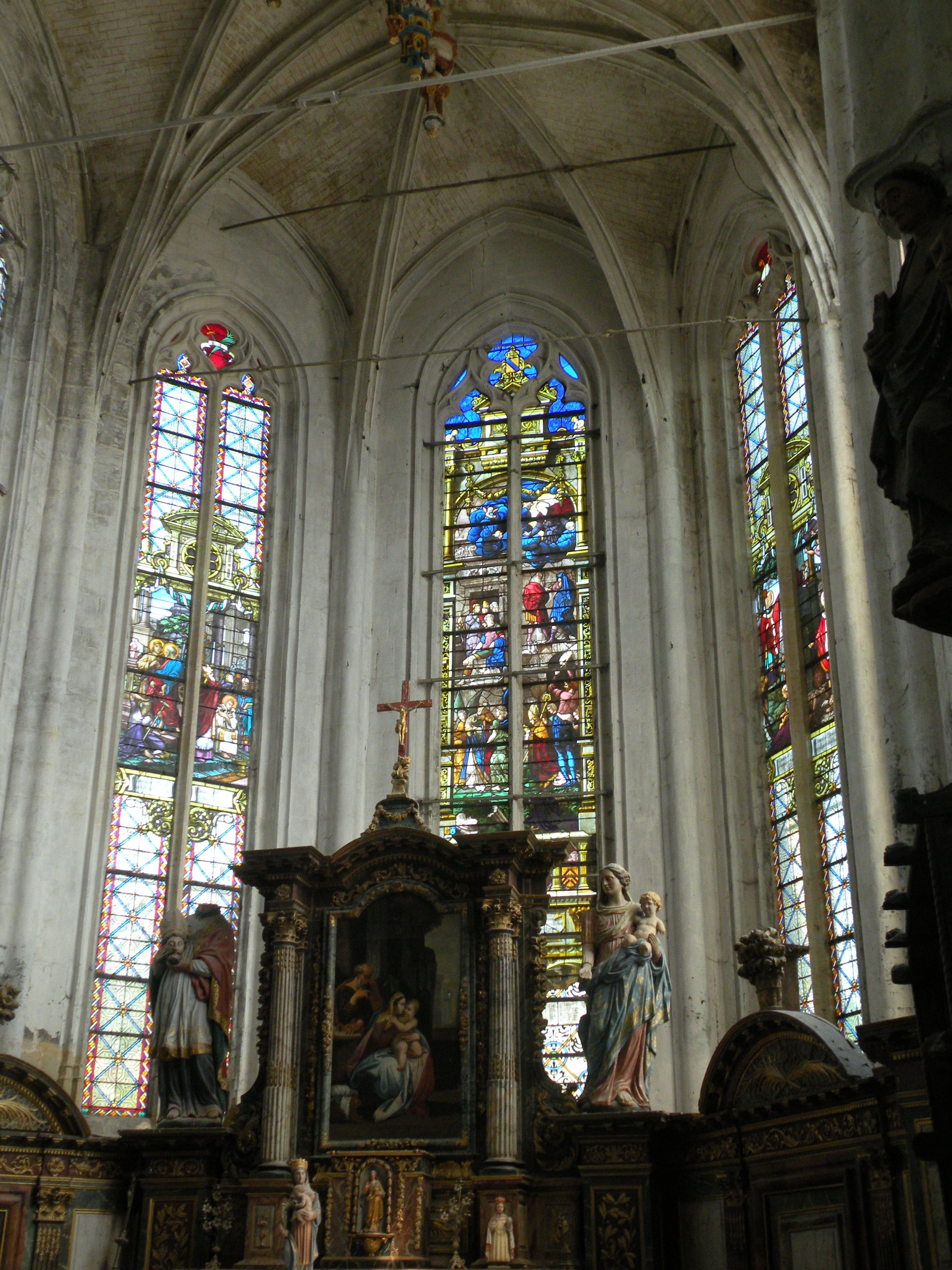
Abside, parties hautes.

### Collatéral nord et chapelles du sud
Les trois baies des chapelles sud (deux au sud et une vers l'est) sont en tiers-point avec un remplage flamboyant, qui se compose de trois lancettes et se rapproche du réseau des baies de la partie droite de l'abside. Les nervures prismatiques des voûtes se poursuivent jusqu'au sol à l'est, pénètrent les angles ou retombent sur un culot (au sud-ouest).
La première travée du collatéral nord est éclairée par une baie en plein cintre ultérieurement dotée d'un remplage imitant le style flamboyant, ainsi que par une fenêtre rectangulaire provisoire à l'ouest. Cette fenêtre devait disparaître avec la construction de la nouvelle nef et de son collatéral. La seconde travée du collatéral présente les vestiges supposés d'un enfeu et une petite porte basse en plein cintre, mais aucune fenêtre à l'exception de l'oculus de l'enfeu. La troisième travée est ajourée par deux étroites fenêtres Renaissance (une au nord et une vers l'est), avec deux formes en plein cintre et un tympan curieusement subdivisé en deux segments par un meneau vertical. Les trois travées du collatéral sont subdivisées par deux murets jusqu'à mi-largeur, où se dressent des piliers aux chapiteaux corinthiens. Ces derniers reçoivent les doubleaux en plein cintre, car, comme déjà signalé, il y a deux voûtes par travée. Dans l'angle nord-est, les nervures reposent sur un chapiteau représentant un personnage, et au droit du chevet, l'on trouve un cul-de-lampe sculpté à l'image d'un chapiteau corinthien ; sinon, de simples culots ronds ou rectangulaires se substituent aux chapiteaux.

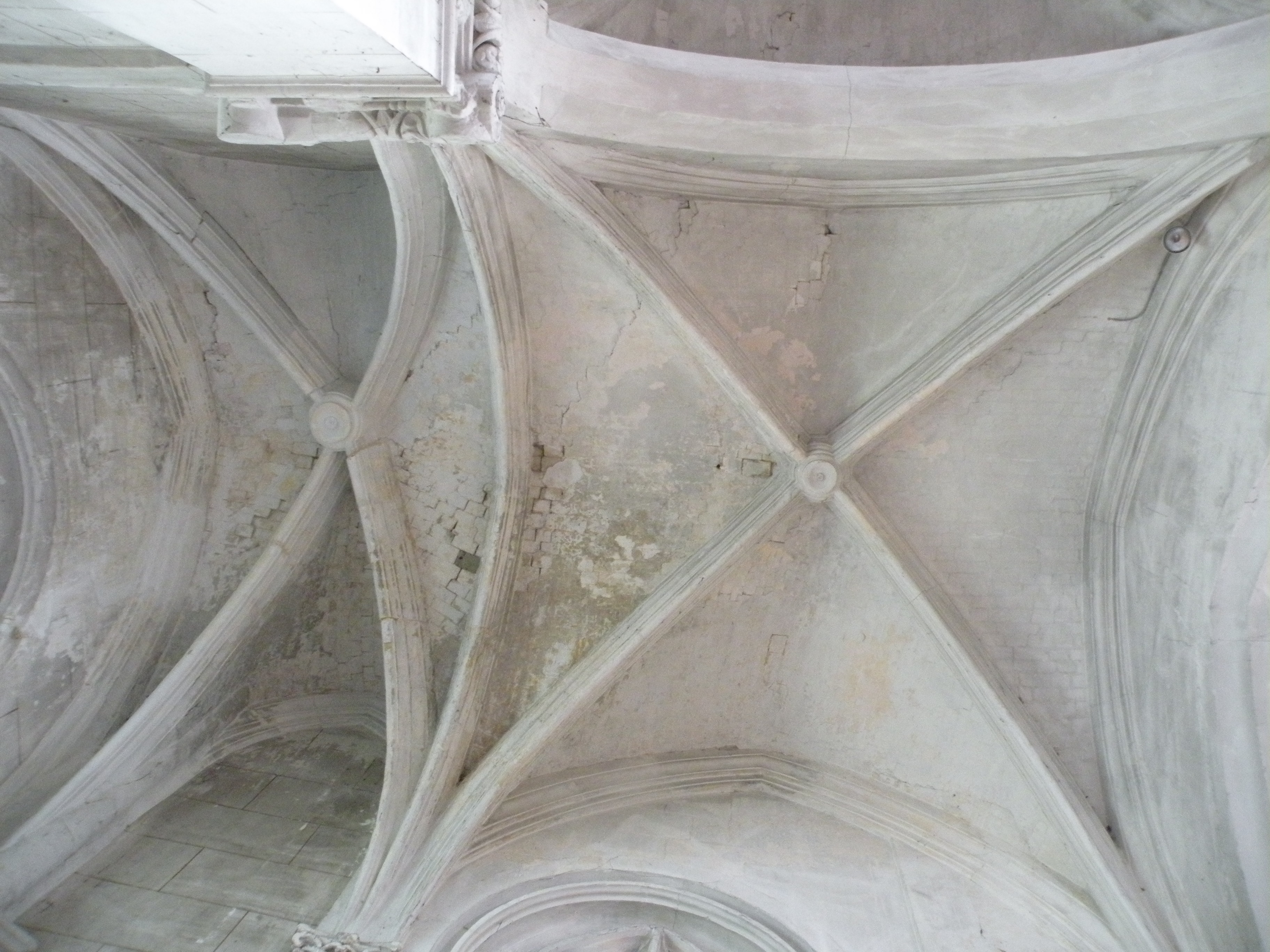
Voûtes.
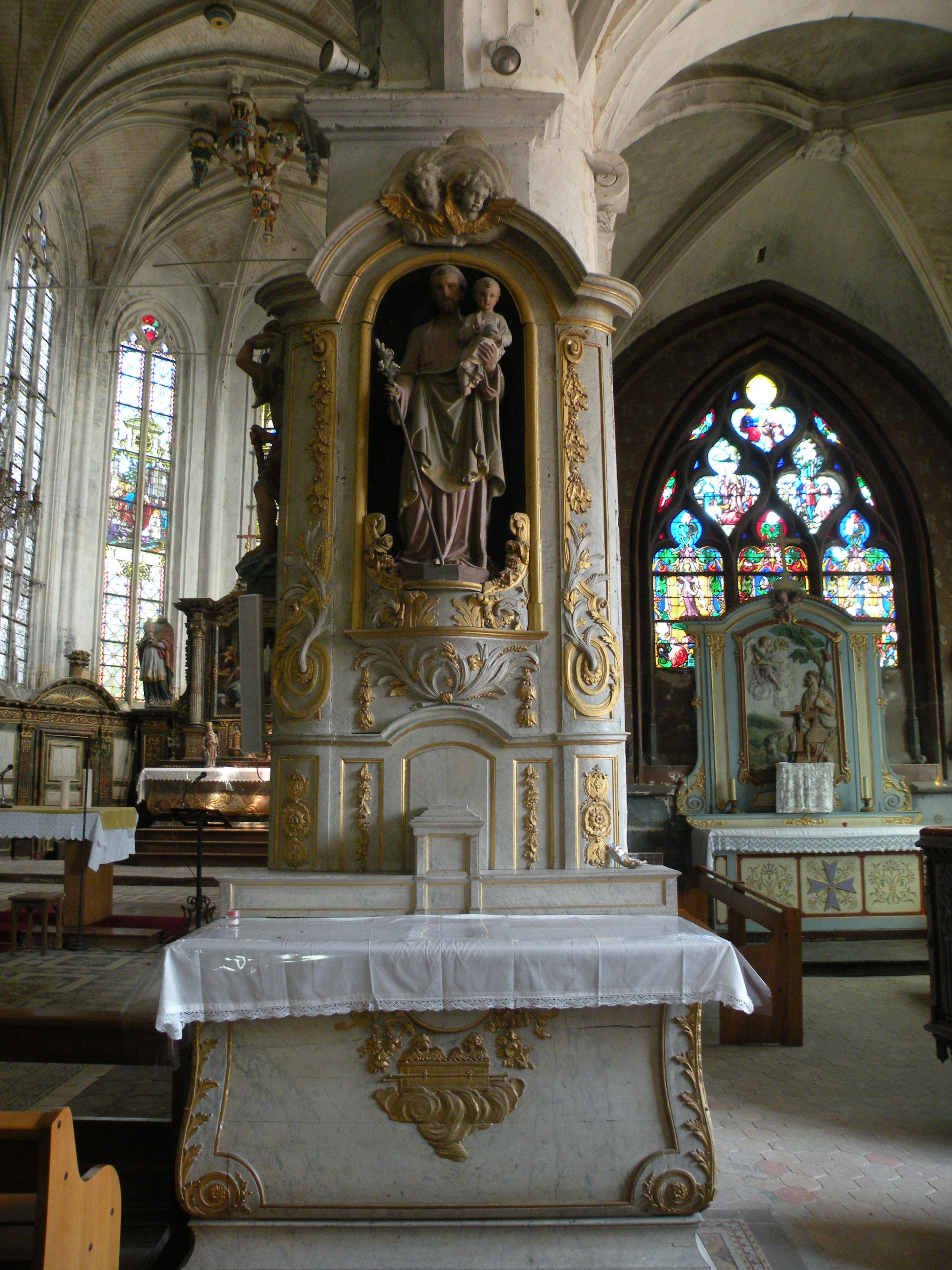
Autel contre le premier pilier intermédiaire du sud.
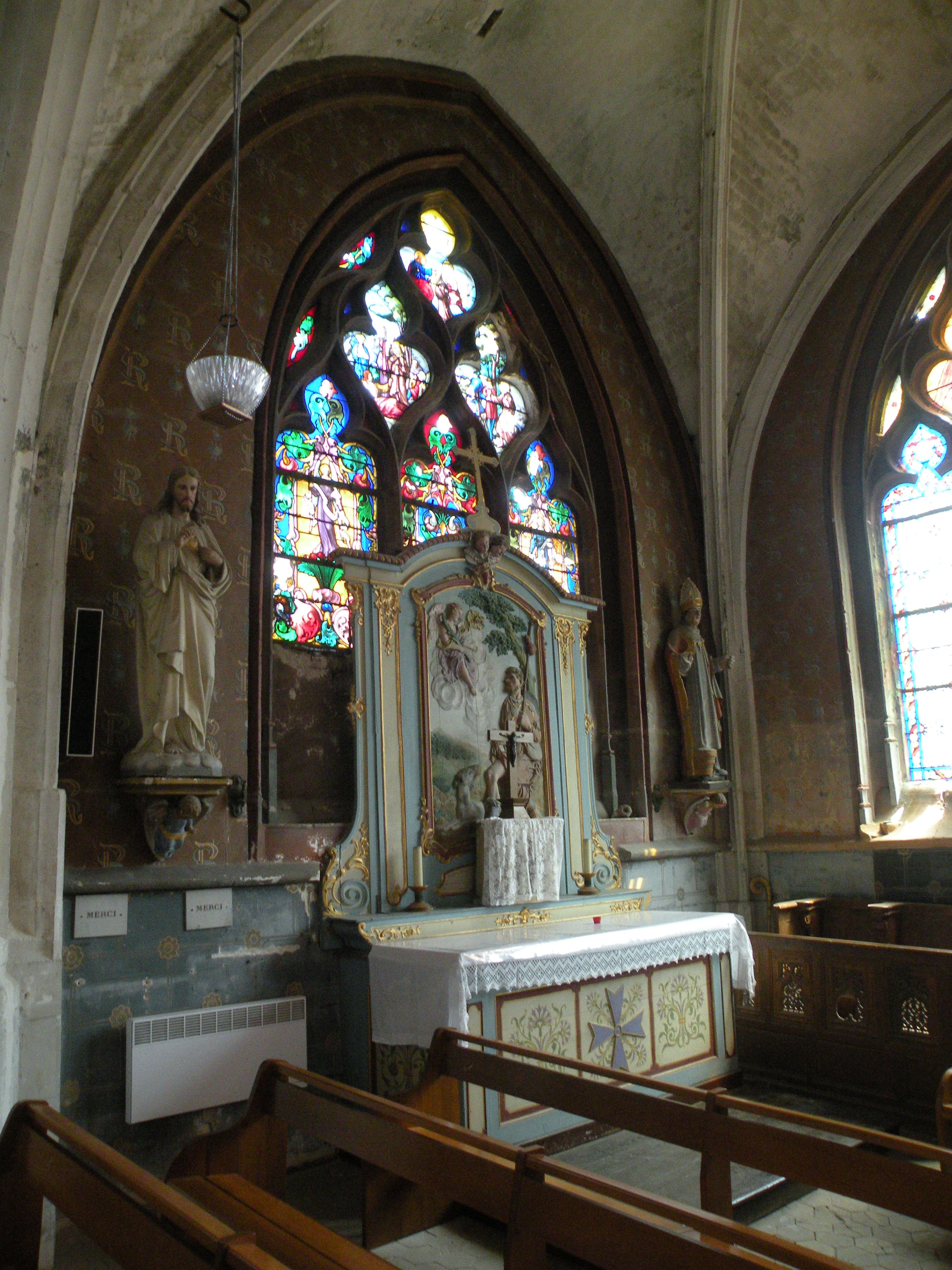
Chevet de la 2e chapelle du sud.
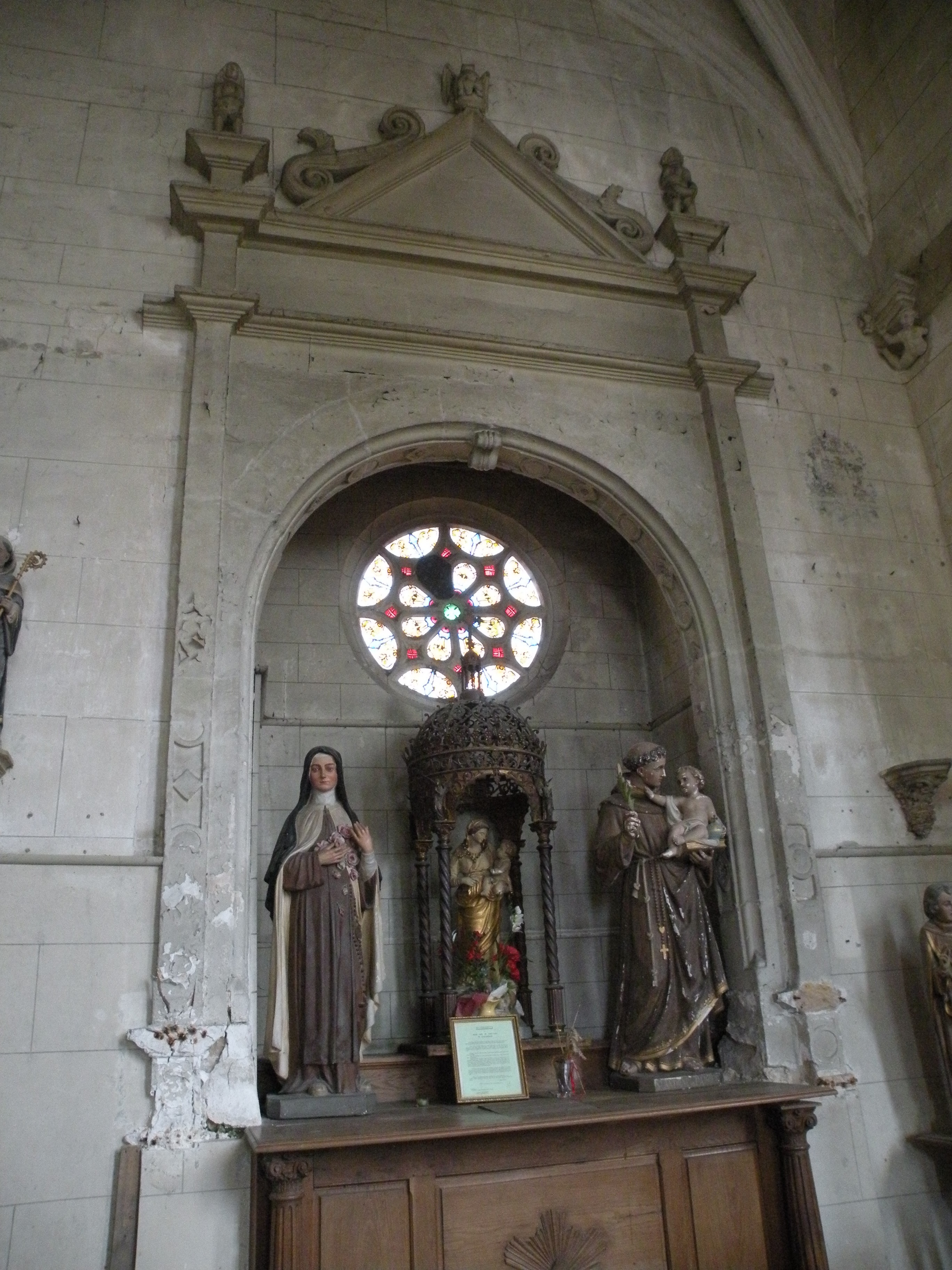
Enfeu dans le collatéral nord.
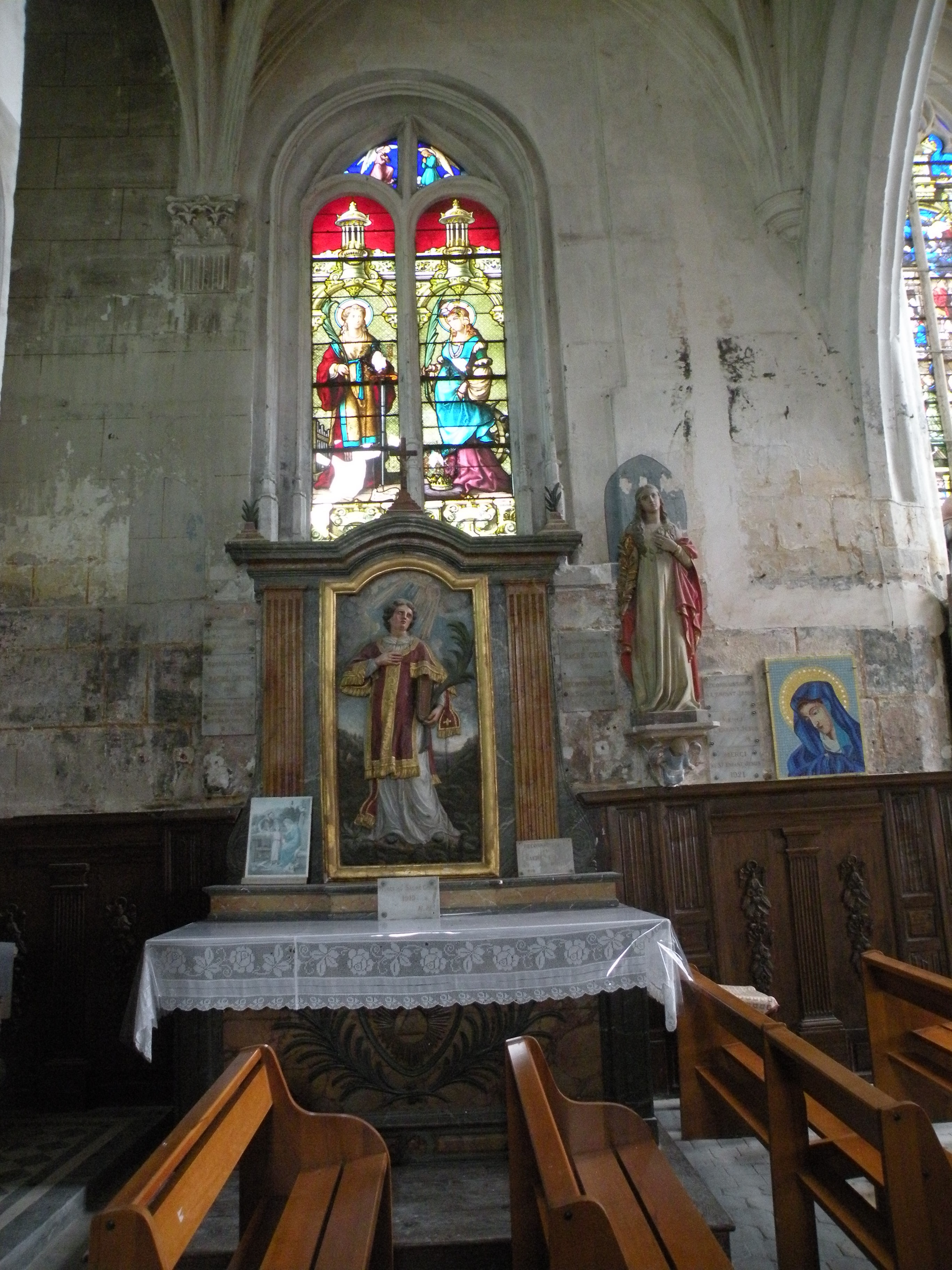
Chevet du collatéral nord.
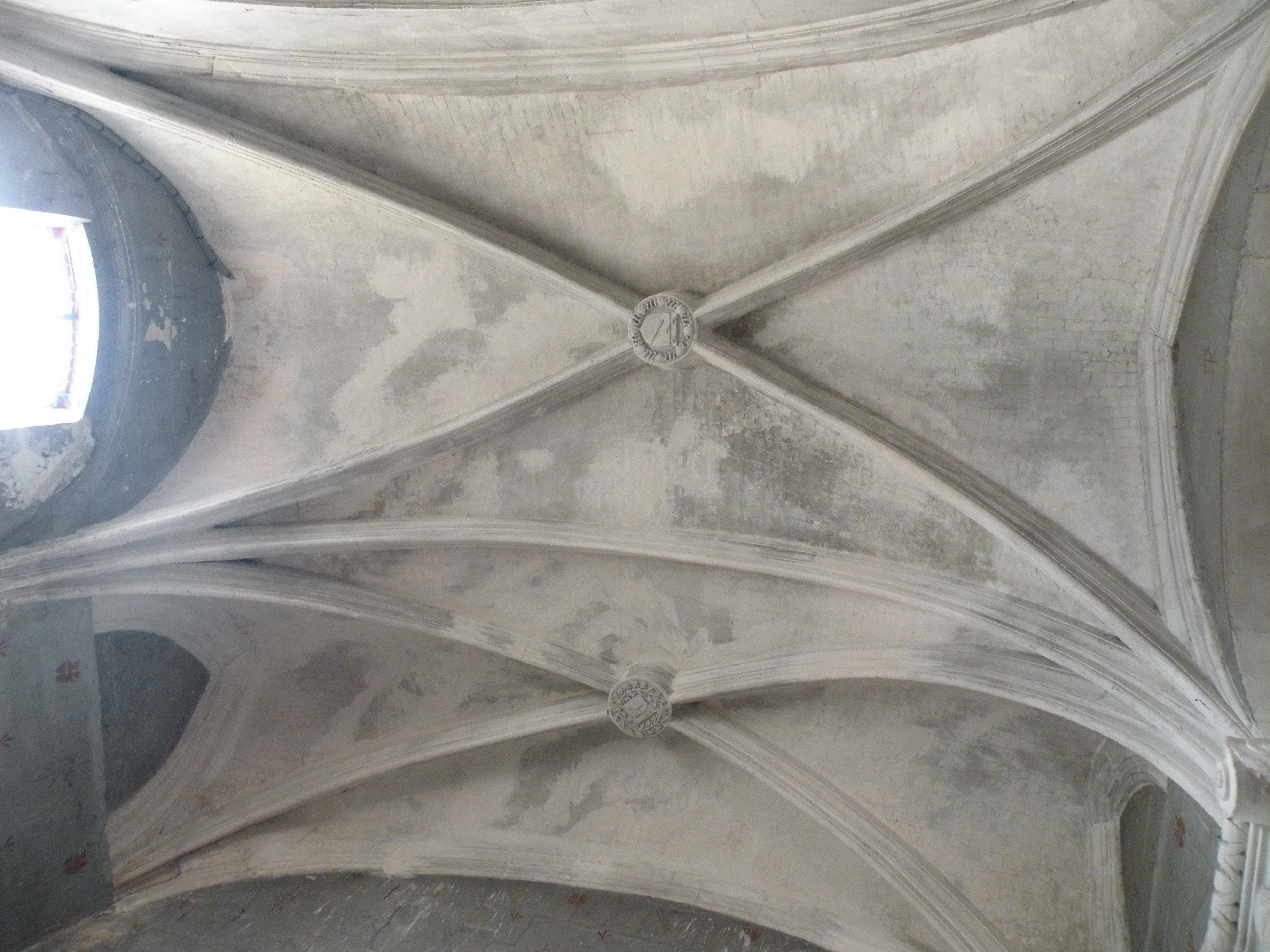
Voûtes au début du collatéral nord.

## Mobilier

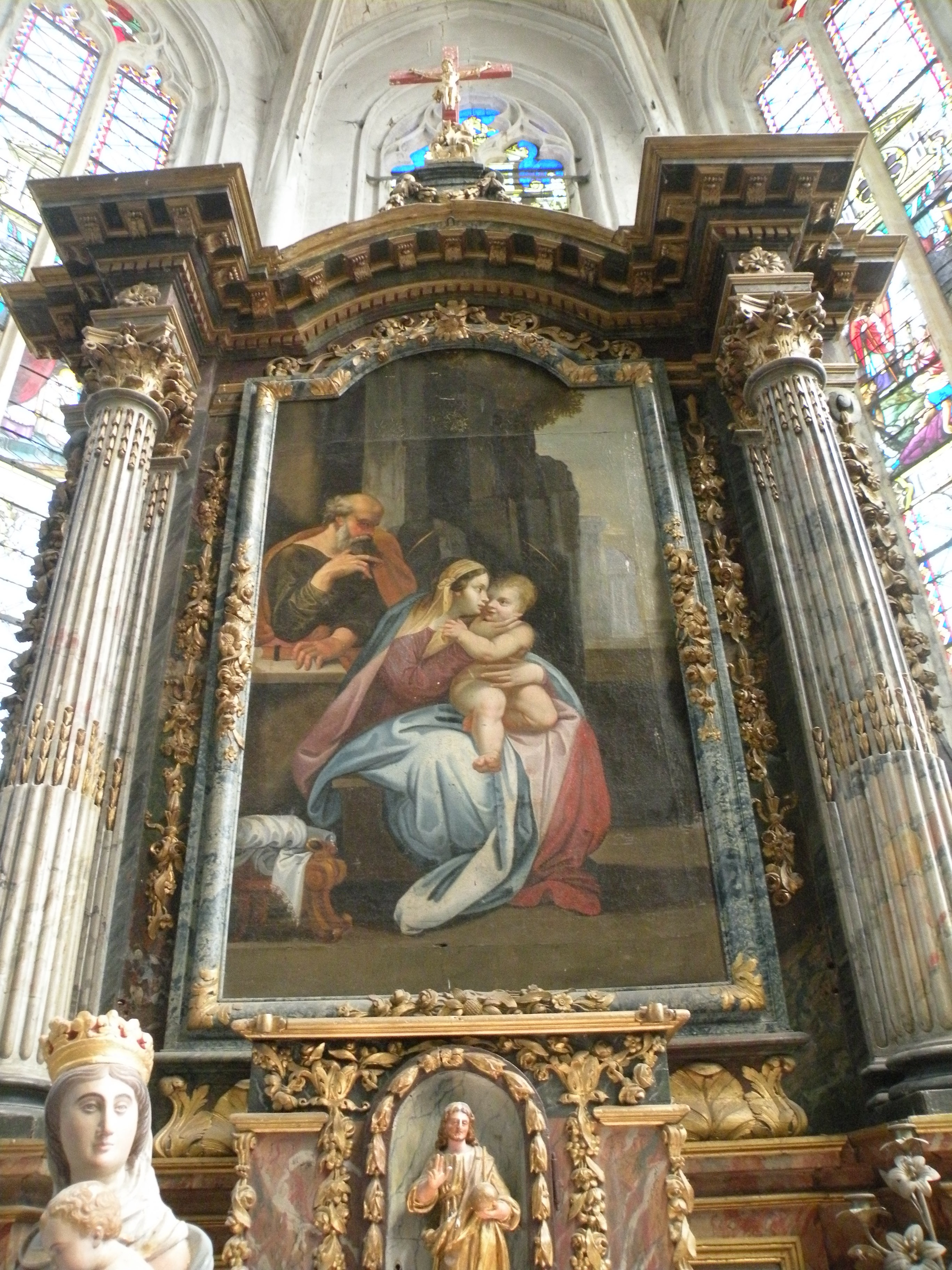
Tableau de retable du maître-autel : la Sainte-Famille.

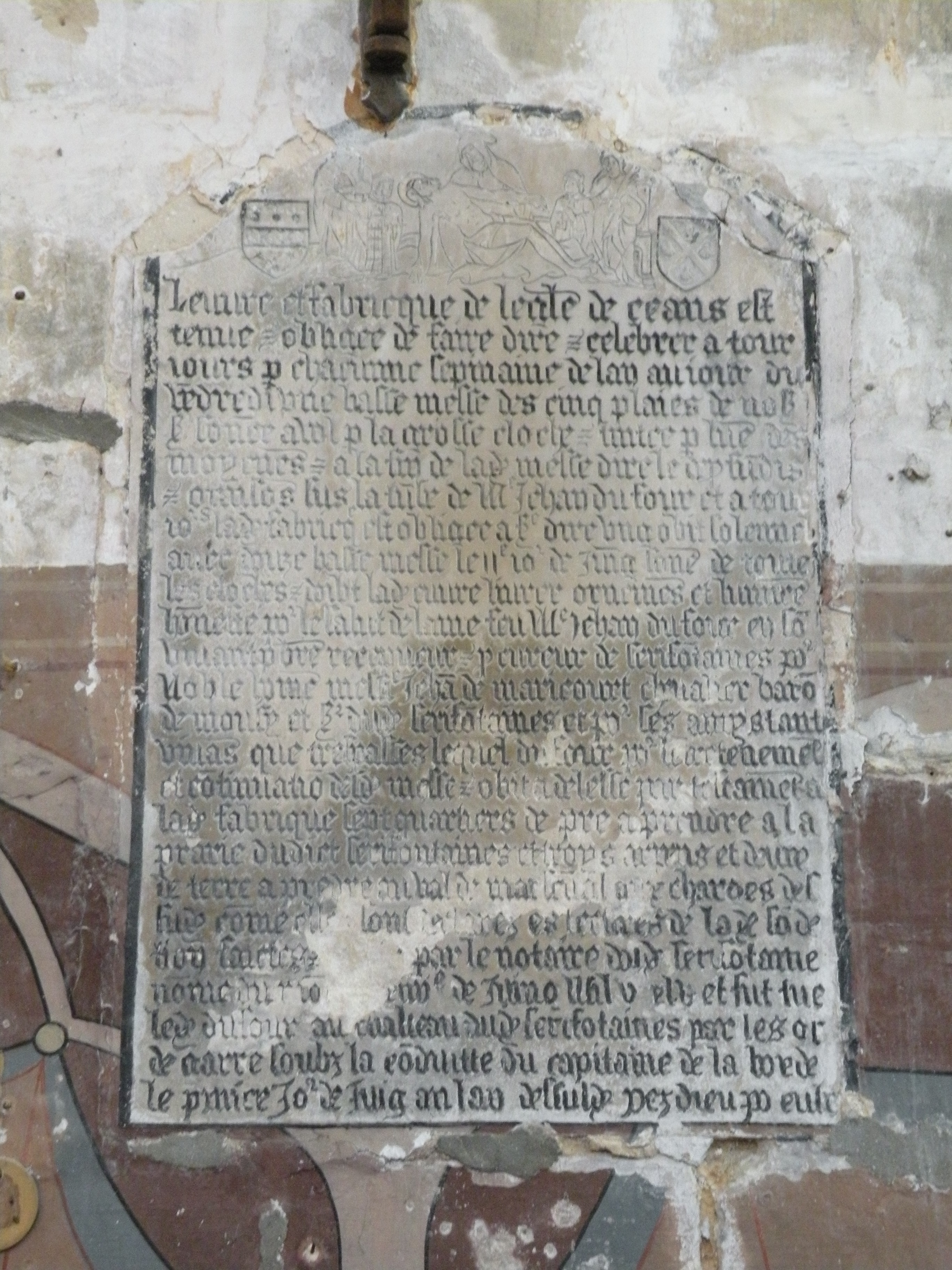
Plaque de fondation de Jean Dufour et Jean de Maricourt, 1545.

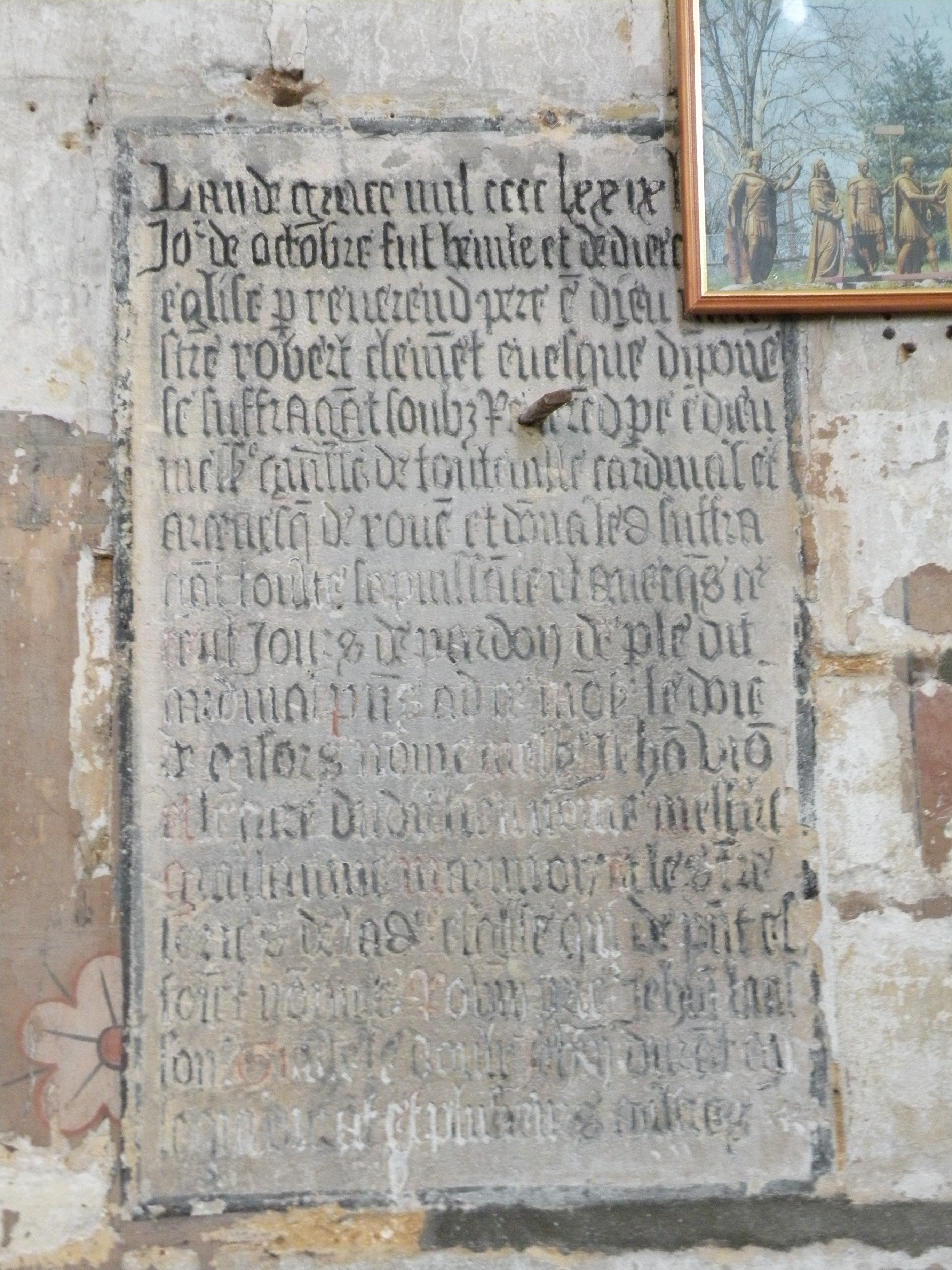
Inscription commémorative de la consécration.

L'ensemble du décor de l'abside est classé monument historique au titre objet depuis 1982. Il date de la limite XVIIe / XVIIIe siècle et se compose des éléments ou sous-ensembles suivants, qui sont classés indépendamment : le maître-autel, le tabernacle, et le gradin d'autel ; le retable à ailes du maître-autel ; le tableau du retable du maître-autel, représentant la Sainte Famille ; et le lambris de revêtement.
Sept autres éléments de mobilier sont également classés au titre des monuments historiques. Parmi eux, l'on trouve les douze panneaux ayant jadis composé le dais d'autel de l'église du hameau voisin de Droittecourt, qui n'existe plus. Les panneaux datent du XVIe siècle et sont disposés sur trois registres, séparés par des montants sculptés. Dans chaque panneau, une sibylle présente un des instruments de la Passion dans un cadre décoratif. De gauche à droite et de bas en haut : le fouet à double lanière, l’éponge à vinaigre, couronne d'épines, la colonne de la Flagellation avec les liens ; les verges, une lanterne, le roseau, la croix ; les clous, la lance, les tenailles, le marteau. Les motifs centraux surprennent dans ce contexte : ce sont une lune et deux soleils. Aujourd'hui les panneaux sont adossés à la muraille sud du chœur, mais ils étaient longtemps accrochés sur le mur nord de la nef, et donc fortement exposés au soleil. Ceci explique qu'ils ont noirci, et leur lisibilité est ainsi réduite. En outre, le dais est attaqué par les xylophages. C'est le chanoine Marsaux qui a attiré l'attention des experts sur cette œuvre rare, grâce à un article publié en 1891 dans le Bulletin monumental. Intitulé Dais d'autel de Sérifontaine, cet article est sans doute à l'origine du classement, qui a eu lieu huit ans plus tard,.
Une autre œuvre remarquable est un ancien retable du XVIe siècle, qui a sans doute été confectionné dans les ateliers de Picardie ou du nord de la France sous l'influence des ateliers anversois ou flamands. Il se compose de trois volets, le volet central étant plus haut que les volets latéraux. Ces trois volets reposent sur une prédelle. Les scènes de la Passion du Christ s'y déroulent de gauche à droite : Baiser de Judas, Portement de croix, Mise au tombeau, Crucifixion entre les deux larrons. Exposé en 1934 au Trocadéro, le retable a été restauré en subissant alors une petite réduction, certaines scènes trop abimées disparaissant dans la restauration. Le classement est intervenu en 1907.
Les deux autels au chevet des collatéraux ainsi que leurs retables sont également classés depuis 1982, à l'instar du maître-autel. Ils appartiennent à la même époque. Le retable du collatéral nord comporte un bas-relief de saint Étienne et date probablement du XVIIe siècle. Le retable de la seconde chapelle du sud reprend le même ordonnancement, mais les détails du décor donnent à penser qu'il est un peu plus récent et date du XVIIe siècle. Ici le motif est saint Roch.
Parmi les inscriptions et plaques de fondation qui ont subsisté à ce jour, deux sont classées au titre objet. L'une date de 1545 et rappelle une fondation faite par Jean Dufour et Jean de Maricourt. Au sommet, l'on voit une Pietà entre deux blasons. Tout le reste de la plaque est couverte de la longue inscription : « L'œuvre et fabrique de l'église de ceans est / tenue et obligée de faire dire et celebrer a tour / jours pour chacune cedmaine l'an au jour du / vendredi un basse messe des cinq plaies... Etsonner... (par) la grosse cloche et... Pour Dieu des / ... Et à lafin deladite messe dire le de Profundis / et oraisons sur la (tombe) de mr Jehan du four et à tout / ... La dite fabrique est obligée a savoir dire un obit solennel/avec douze basse messe le IIe jour de juin sonner de toute / les cloches et doibtdite... Ornemens et... / ... Messe pour le salut de l'âme feu jehan Dufour en son/vivant pretre receveur et p... De Cerifontaine par / noble homme messire Jehan de Maricourt chevalier baron/de Mouy et.. ; dudit Cerifontaines et par ces... Tant / vivants que trespasses le quel du... Et de ladite messe et obit... / ladite fabrique sept quartiers de pre à prendre a la/prairie dudit cerifontaines et troys arpents et deux : de terre à prendre au Val de Mar... A charges de / eulx comme elle... / ... Par le notaire dudit Cerifontaines / ... Et fut tué / ledit Dufour au château dudit Cerifontaines par le s... De... Souls la conduite du capitain de la... / le Prince.... Priez Dieu pour eulx ». L'autre inscription est relative à la consécration de l'église. Son texte est le suivant : « L'an de grâce Mil CCCC LXXIX le XVIIIe jour de octobre fut benite et dedie ceste / eglise p[ar] réverend père e[t] Dieu mai/stre Robert Clement evesque [...] / suffragant soulz reverend père et Dieu messire Guillaume (?) de Touteville cardinal et/archevêque de Rouen et donat [...] suffra / gant souls sa puissance et [...] / [...] jour de pardon et [...] dudit [...]messes / [...] ».
En dehors des deux plaques classées, l'église de Sérifontaine conserve une stèle en marbre blanc consacré à la mémoire des époux Borgnis-Laporte, un couple d'ouvriers de la fin du XIXe siècle, bienfaiteurs de la paroisse comme de la commune, qui a nommé une rue du bourg en leur souvenir. — Reste à signaler un dernier élément classé : il s'agit de la verrière de l'axe du chevet. Le tympan date du XVIe siècle. Il représente Dieu le Père. Les deux lancettes ont été restaurées par Roussel à Beauvais au XIXe siècle, et leur partie inférieure a été entièrement refaite à cette occasion. Les vitraux ont été une nouvelle fois restauré par l'atelier Courageux en 1989

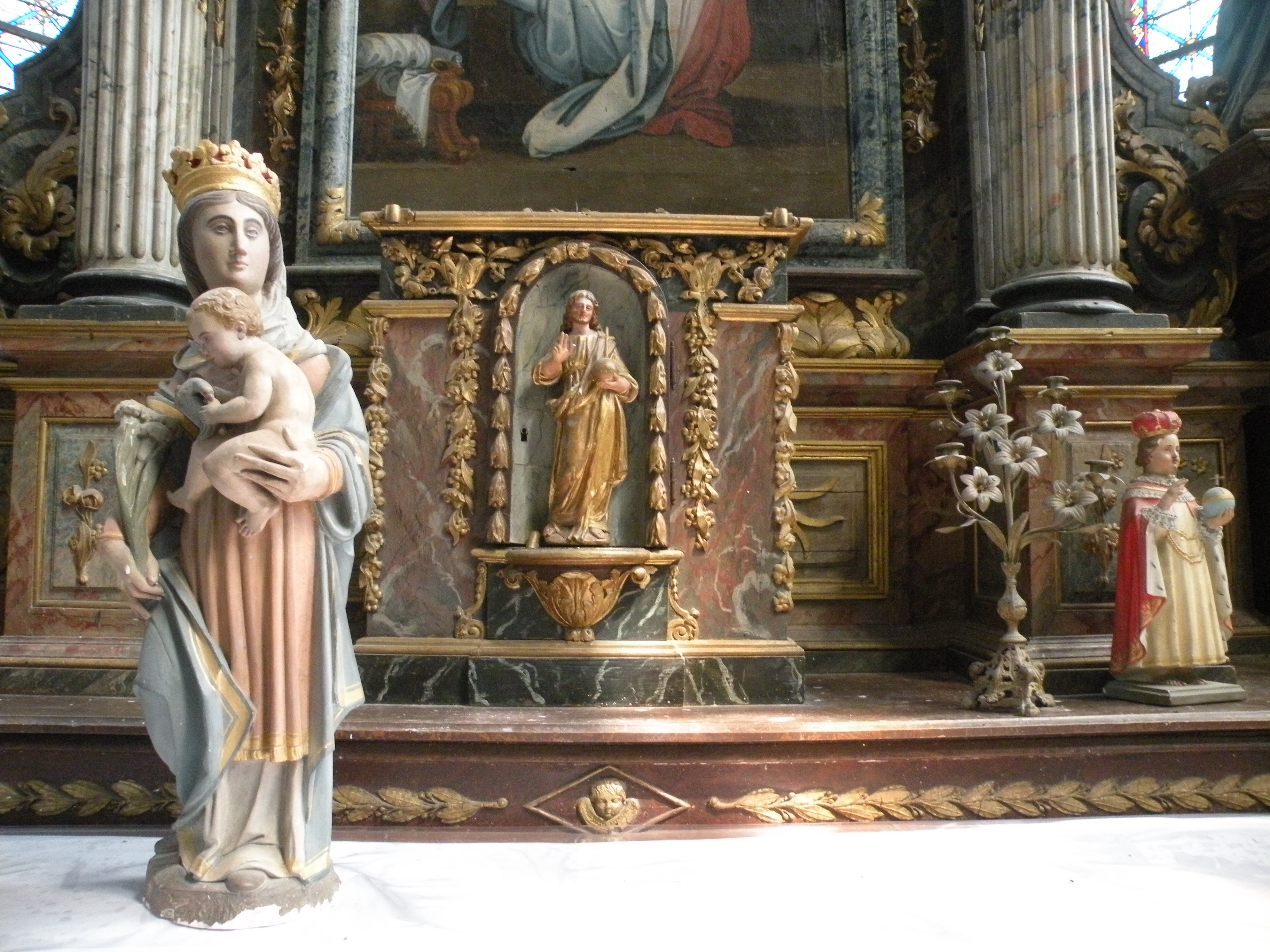
Tabernacle du maître-autel.
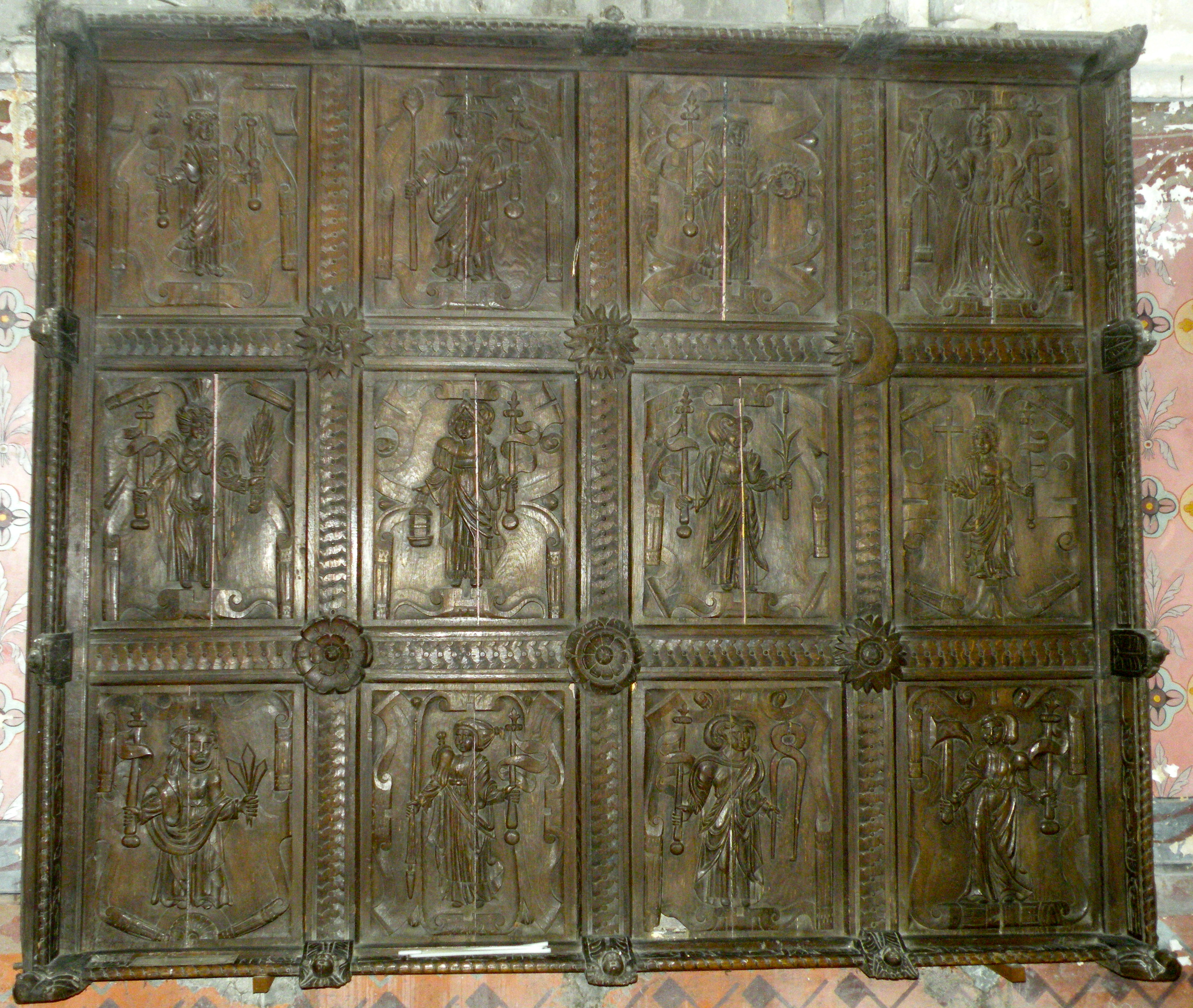
Dais d'autel du XVIe siècle.
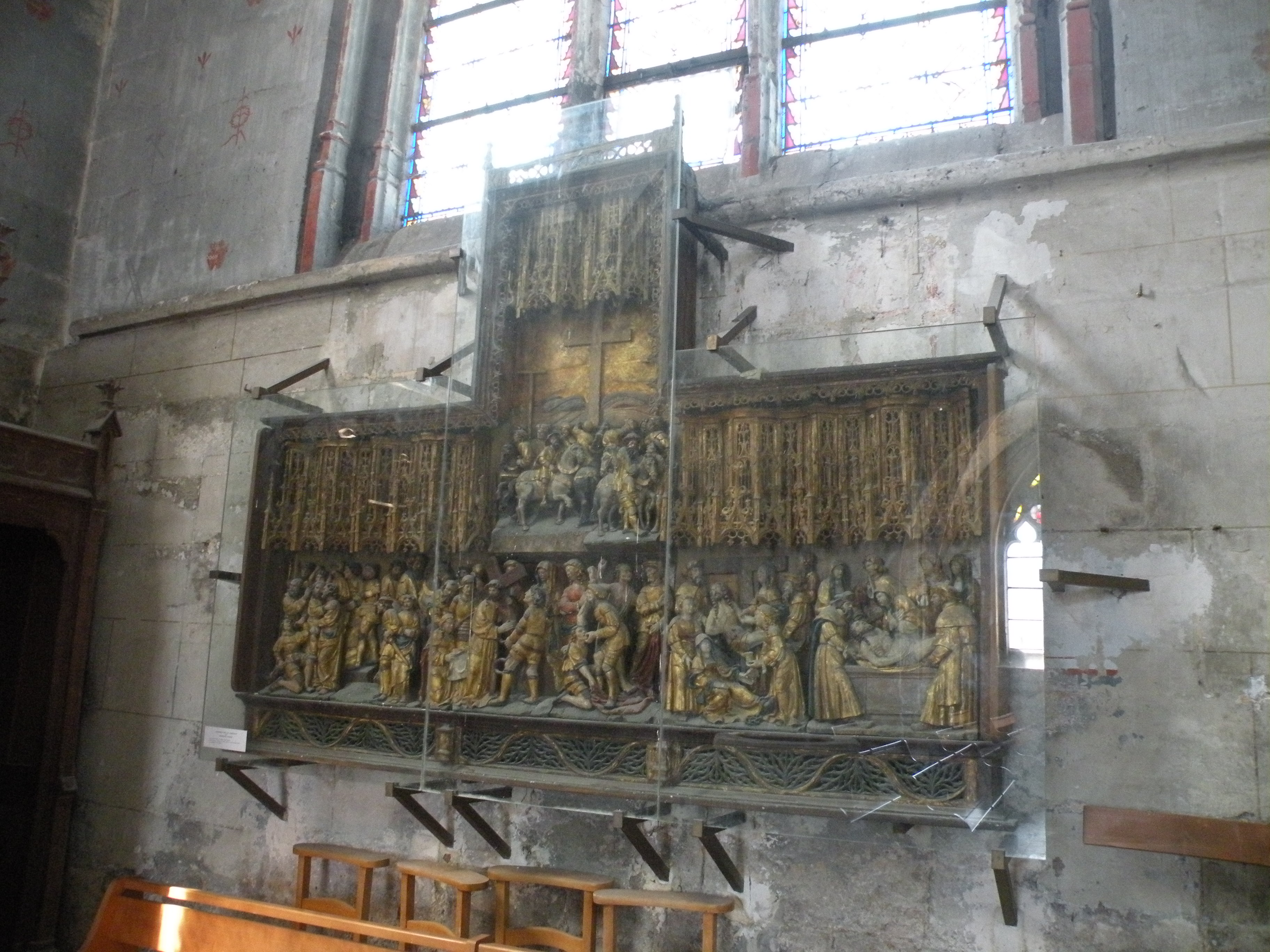
Le retable du XVIe siècle.
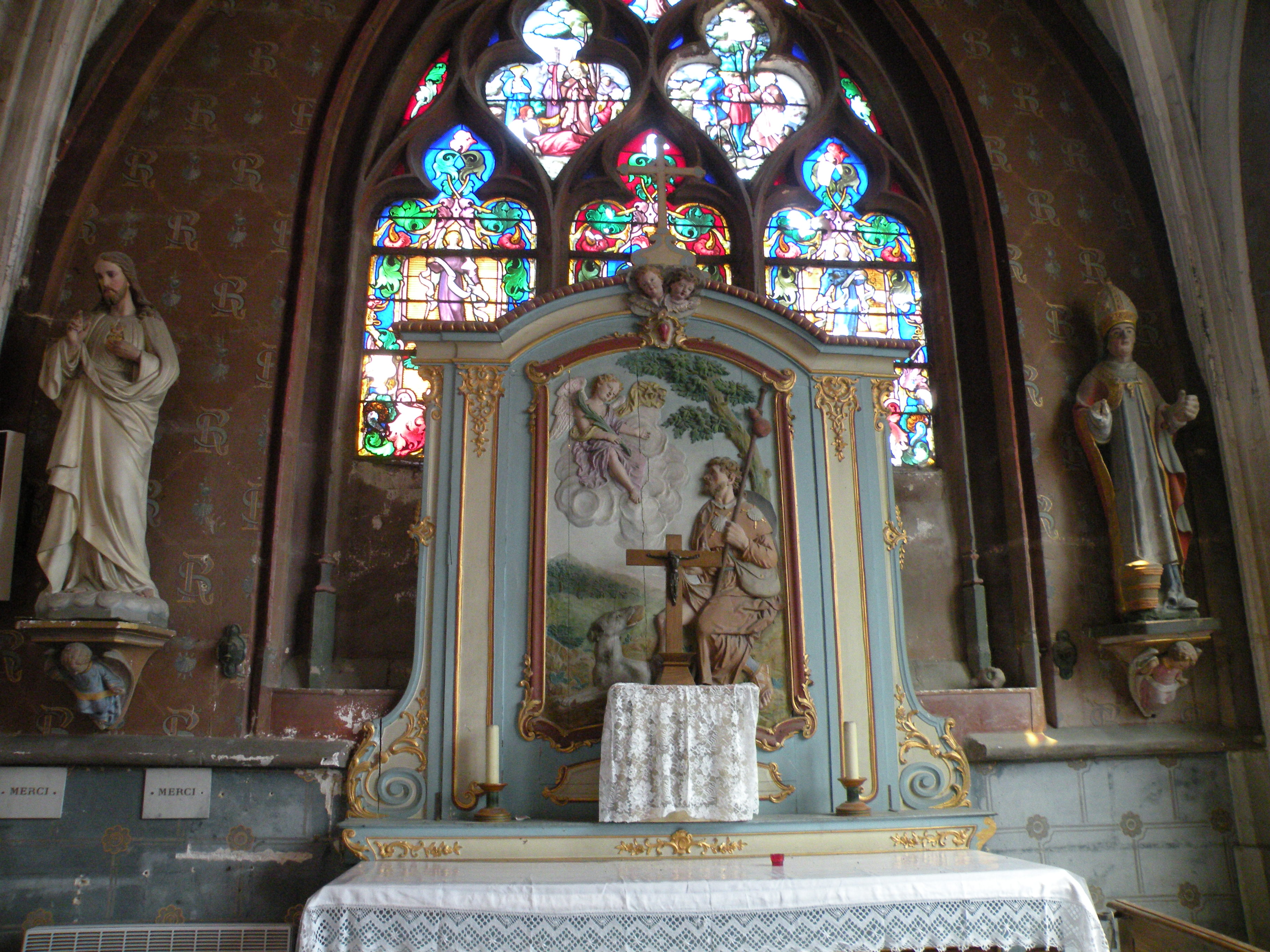
Retable de saint Roch.
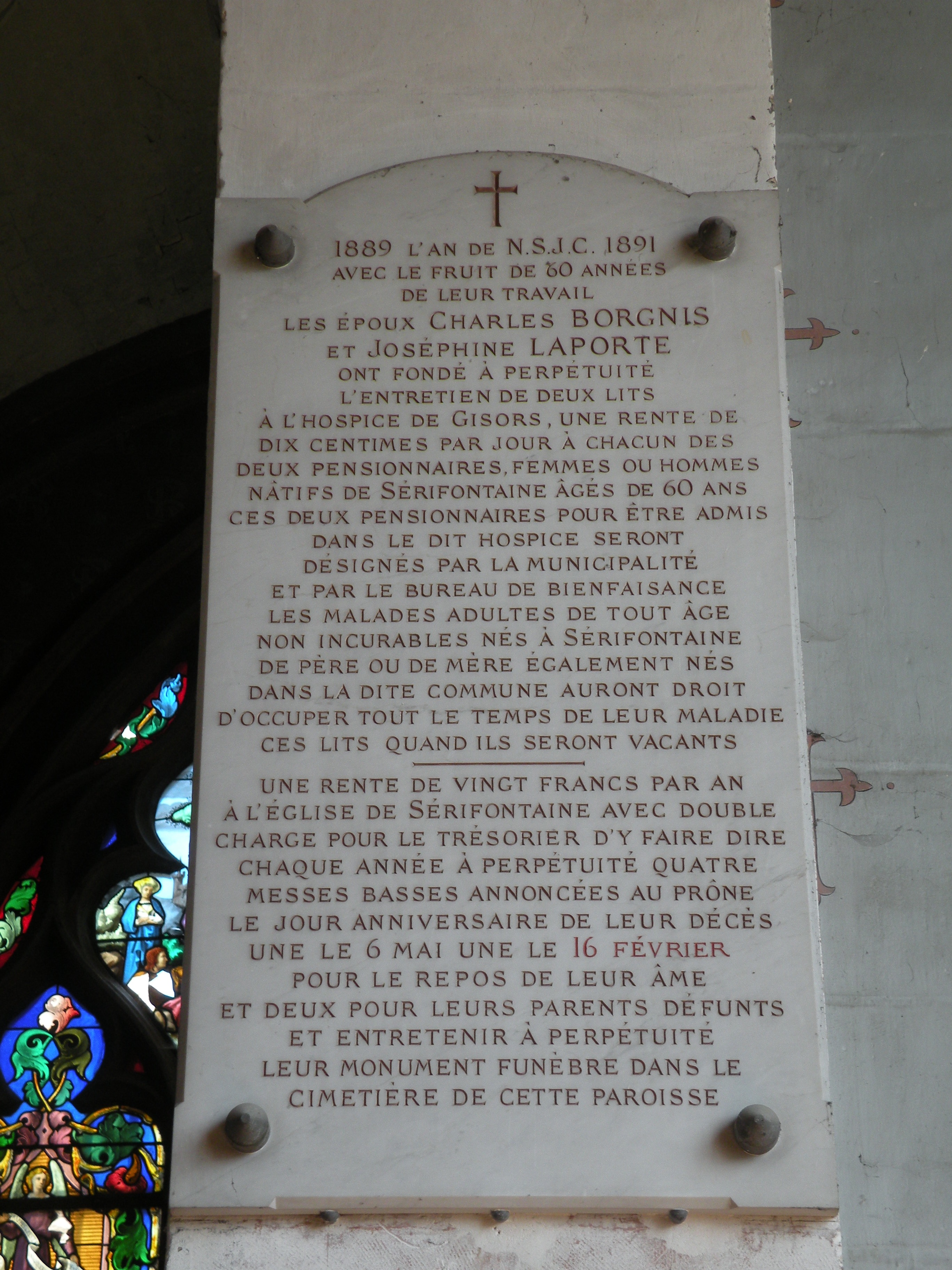
Plaque à la mémoire des époux Borgnis-Laporte.
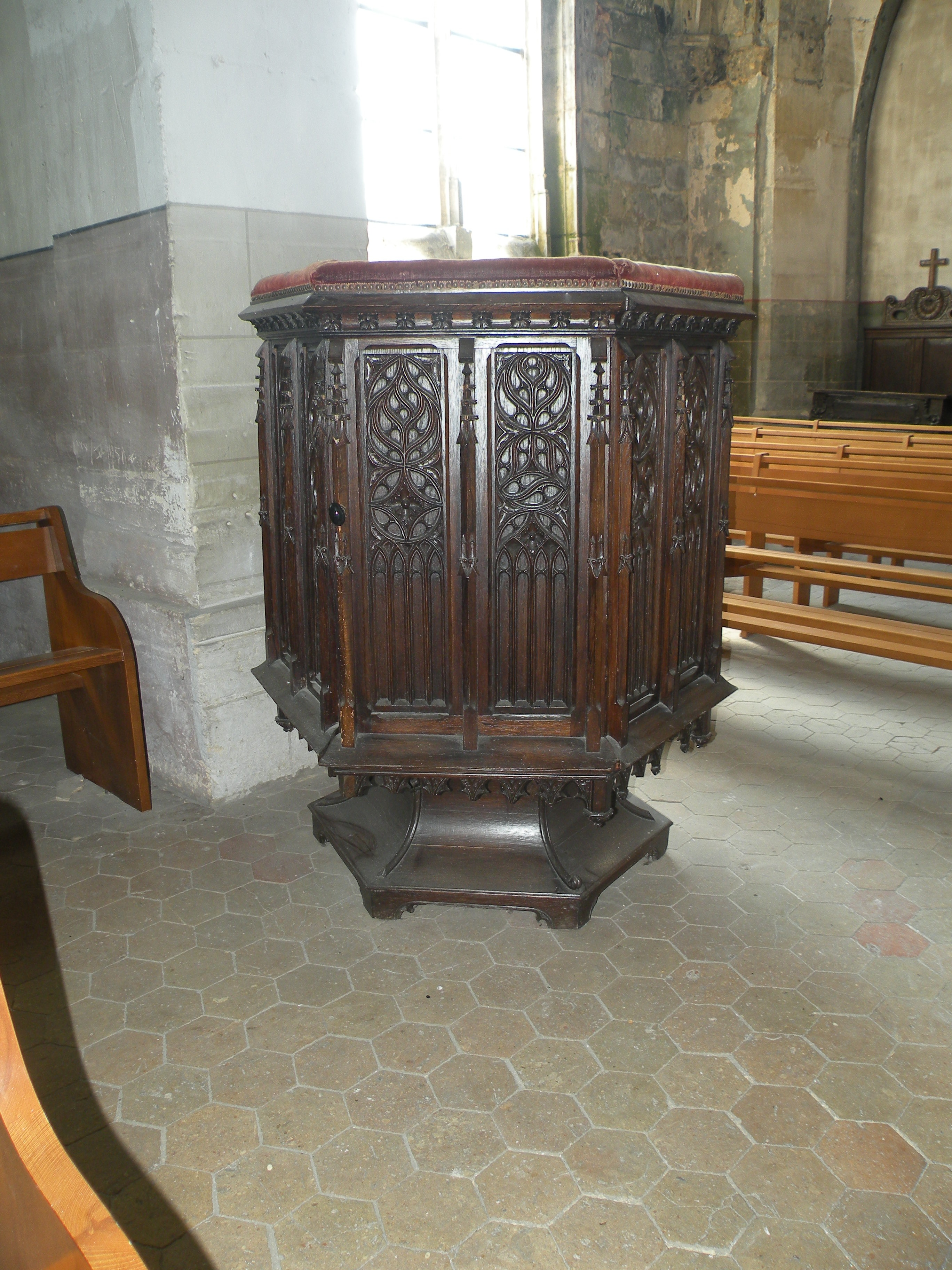
Une ancienne chaire mobile en bois.